# Liste der Kulturdenkmale in Lichtentanne

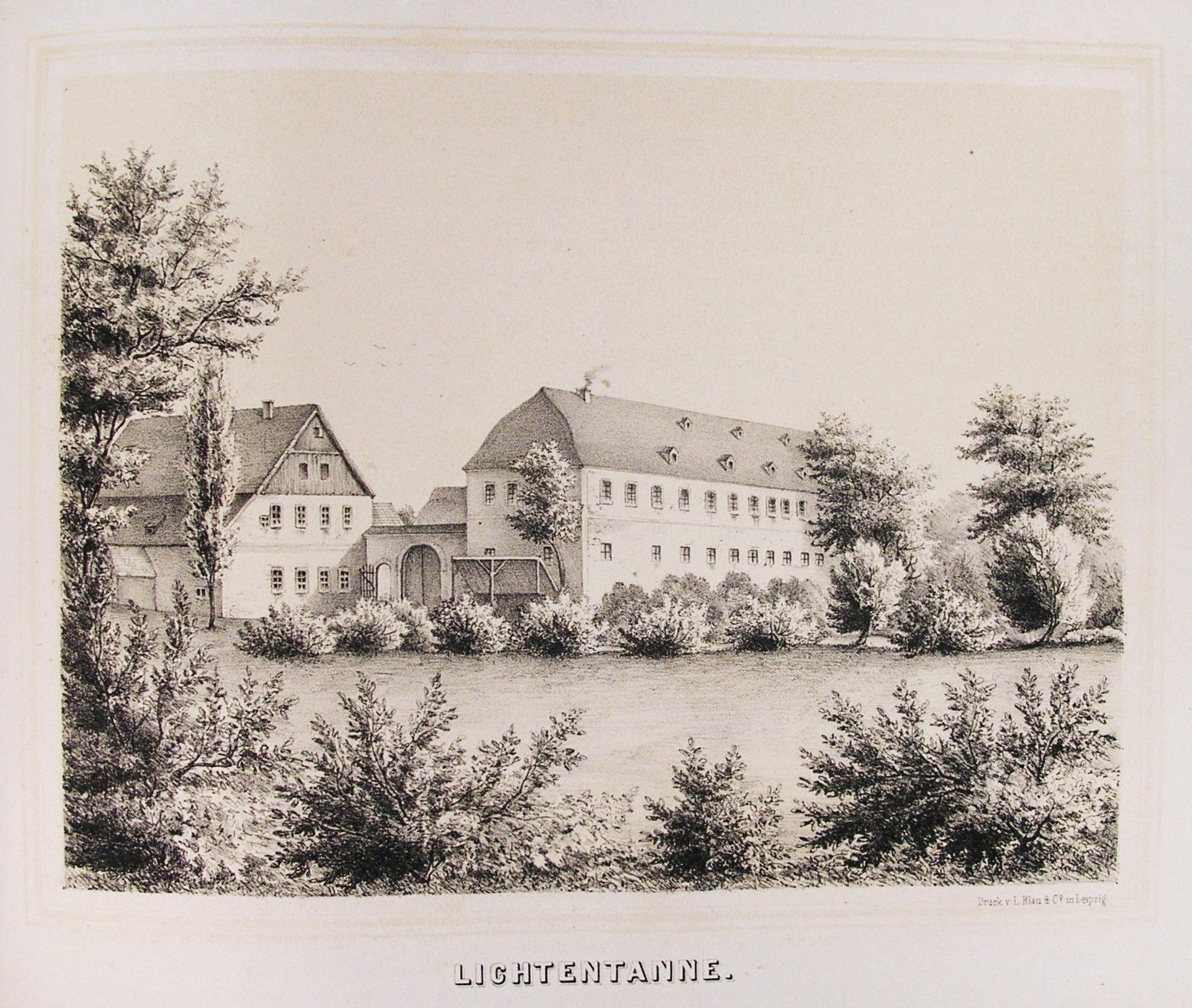
Alte Ansicht des Ritterguts Lichtentanne

Die Liste der Kulturdenkmale in Lichtentanne enthält die Kulturdenkmale in Lichtentanne.
Diese Liste ist eine Teilliste der Liste der Kulturdenkmale in Sachsen.

## Legende
- Bild: Bild des Kulturdenkmals, ggf. zusätzlich mit einem Link zu weiteren Fotos des Kulturdenkmals im Medienarchiv Wikimedia Commons. Wenn man auf das Kamerasymbol klickt, können Fotos zu Kulturdenkmalen aus dieser Liste hochgeladen werden:
- Bezeichnung: Denkmalgeschützte Objekte und ggf. Bauwerksname des Kulturdenkmals
- Lage: Straßenname und Hausnummer oder Flurstücknummer des Kulturdenkmals. Die Grundsortierung der Liste erfolgt nach dieser Adresse. Der Link (Karte) führt zu verschiedenen Kartendiensten mit der Position des Kulturdenkmals. Fehlt dieser Link, wurden die Koordinaten noch nicht eingetragen. Sind diese bekannt, können sie über ein Tool mit einer Kartenansicht einfach nachgetragen werden. In dieser Kartenansicht sind Kulturdenkmale ohne Koordinaten mit einem roten bzw. orangen Marker dargestellt und können durch Verschieben auf die richtige Position in der Karte mit Koordinaten versehen werden. Kulturdenkmale ohne Bild sind an einem blauen bzw. roten Marker erkennbar.
- Datierung: Baubeginn, Fertigstellung, Datum der Erstnennung oder grobe zeitliche Einordnung entsprechend des Eintrags in der sächsischen Denkmaldatenbank
- Beschreibung: Kurzcharakteristik des Kulturdenkmals entsprechend des Eintrags in der sächsischen Denkmaldatenbank, ggf. ergänzt durch die dort nur selten veröffentlichten Erfassungstexte oder zusätzliche Informationen
- ID: Vom Landesamt für Denkmalpflege Sachsen vergebene, das Kulturdenkmal eindeutig identifizierende Objekt-Nummer. Der Link führt zum PDF-Denkmaldokument des Landesamtes für Denkmalpflege Sachsen. Bei ehemaligen Kulturdenkmalen können die Objektnummern unbekannt sein und deshalb fehlen bzw. die Links von aus der Datenbank entfernten Objektnummern ins Leere führen. Ein ggf. vorhandenes Icon  führt zu den Angaben des Kulturdenkmals bei Wikidata.

## Lichtentanne
| Bild                                    | Bezeichnung | Lage                             | Datierung                                 | Beschreibung | ID       |
| --------------------------------------- | --- | -------------------------------- | ----------------------------------------- | --- | -------- |
| Direkt Bild zu diesem Denkmal hochladen | Mietshaus in halboffener Bebauung (Doppelmietshaus mit Thanhofer Straße 15)                                                    | August-Bebel-Straße 2 (Karte)    | um 1900                                   | Zeittypischer gründerzeitlicher Klinkerbau, straßenbildprägend, baugeschichtlich von Bedeutung. Zweigeschossiger Ziegelbau, Sockelzone verputzt, Bekrönungen über den Fenstern, zum Teil halbplastische Reliefs, Dachausbau, Mansarddach. | 09237786 |
| Direkt Bild zu diesem Denkmal hochladen | Doppelmietshaus in offener Bebauung                                                                                            | August-Bebel-Straße 3; 5 (Karte) | um 1900                                   | Zeittypischer gründerzeitlicher Wohnbau mit Fachwerkelementen, baugeschichtlich von Bedeutung. Dreigeschossiges, stattliches Wohnhaus mit flachem Risalit, Lisenengliederung, Ziegelmauerwerk in Sockel und Erdgeschoss, Obergeschoss verputzt, Zierfachwerk im Obergeschoss, kombiniertes Sattel- und Walmdach. | 09237783 |
| Weitere Bilder                          | Empfangsgebäude des Bahnhofs                                                                                                   | Bahnhofstraße 1 (Karte)          | 1885                                      | Eisenbahngeschichtliche Bedeutung, gründerzeitlicher Ziegelsteinbau. Eingeschossiger Backsteinbau mit originalen Fenstern und Toren, im Innern mit Schalter, Zierleisten über den Fenstern, Giebelaufbau, Satteldach. | 09237800 |
| Direkt Bild zu diesem Denkmal hochladen | Eisenbahnerwohnhaus | Bahnhofstraße 3 (Karte)          | um 1885                                   | Schlichter gründerzeitlicher Ziegelbau, zum Bahnhofskomplex zugehörig, Typenbau von eisenbahngeschichtlicher Bedeutung. Zweigeschossiger Backsteinbau, Sandsteingewände, Sockel: Sandstein polygon. | 09237801 |
| Direkt Bild zu diesem Denkmal hochladen | Mietshaus in halboffener Bebauung                                                                                              | Bahnhofstraße 12 (Karte)         |                                           | | 09237799 |
| Direkt Bild zu diesem Denkmal hochladen | Mietshaus in geschlossener Bebauung                                                                                            | Bahnhofstraße 14 (Karte)         |                                           | | 09237798 |
| Direkt Bild zu diesem Denkmal hochladen | Mietshaus in geschlossener Bebauung                                                                                            | Bahnhofstraße 16 (Karte)         |                                           | | 09237797 |
| Direkt Bild zu diesem Denkmal hochladen | Mietshaus in Ecklage | Goethestraße 1 (Karte)           | um 1900                                   | Gründerzeitlicher Klinkerbau, baugeschichtlich von Bedeutung, straßenbildprägend an Kreuzung gelegen. Zweigeschossiger Ziegelsteinbau (gelb), Sockel verputzt, Eckbetonung durch abgeschrägte Ecke und Dachaufbau, Flachbogenfenster, Schlussstein als Frauenmaske, im Aufbau Kindergesichter. | 09237791 |
| Direkt Bild zu diesem Denkmal hochladen | Mietshaus in offener Bebauung                                                                                                  | Goethestraße 4 (Karte)           |                                           | | 09237792 |
| Weitere Bilder                          | Kirche | Hauptstraße (Karte)              | 12. Jahrhundert                           | Einfache romanische Saalkirche, ortsgeschichtlich bedeutend, ältestes Bauwerk im Ort, kunstgeschichtlich und kirchengeschichtlich bedeutend. Putzbau mit geradem Chorschluss, unregelmäßige Fensteröffnungen, oktogonaler Dachreiter mit geschweifter Haube von 1690, sehr starke Strebepfeiler, heute ruinös (wird saniert). | 09237750 |
| Direkt Bild zu diesem Denkmal hochladen | Wohnhaus | Hauptstraße 17 (Karte)           | um 1800                                   | Baugeschichtlich von Bedeutung, mit Fachwerk-Obergeschoss, Relikt der ländlichen Bauweise. Zweigeschossig, Fachwerk-Obergeschoss, Erdgeschoss mit Fenster und verklinkert (überformt). | 09237763 |
| Direkt Bild zu diesem Denkmal hochladen | Mietshaus in halboffener Bebauung                                                                                              | Hauptstraße 23 (Karte)           | 3. Drittel 19. Jahrhundert                | Gründerzeitliche Klinkerfassade, Teil der fabriknahen Bebauung, ortsentwicklungsgeschichtlich von Bedeutung. Dreigeschossiger Klinkerbau, profiliertes Gesims über Erdgeschoss, erstes Obergeschoss mit plastischen Fensterdächern, unterschiedlich strukturierte Fensterbänke, Schlusssteine über den Fenstern, gelbe Gliederungselemente. | 09237762 |
| Weitere Bilder                          | Kirche | Hauptstraße 24 (Karte)           | 1907–1908                                 | In strengem Jugendstil, vom Leipziger Architekten Woldemar Kandler entworfen, mit angrenzendem Pfarrhaus errichtet, baugeschichtlich und ortsgeschichtlich bedeutend. Saalkirche mit 5/8–Chorschluss, Akzentuierung der Putzflächen durch Granitsockel und Werkstücke aus Rochlitzer Porphyrtuff, asymmetrische Fassadengestaltung, aufwendig ornamentiertes Portal mit antikisierendem Relief aus Sandstein über dem Türsturz (Lasset die Kindlein zu mir kommen). Im Inneren Tonnengewölbe mit Stichkappen, an drei Seiten Emporen, der Chor kreuzrippengewölbt. Altargemälde von Moritz Heidel, Dresden. Mensa, Taufe und Kanzelfuß aus schwedischem Marmor. Jehmlich-Orgel von 1908. Vier Schnitzfiguren unterschiedlicher Herkunft, hl. Anna, um 1500, hl. Margareta, Anfang 15. Jahrhundert, Mondsichelmadonna, Mitte 15. Jahrhundert, Apostel, um 1500. | 09237744 |
| Direkt Bild zu diesem Denkmal hochladen | Kapelle mit Ausstattung (Breuer-Altar)                                                                                         | Hauptstraße 24 (hinter) (Karte)  | 1928–1929                                 | Ortsgeschichtlich von Bedeutung, schlichter Kapellenbau der 1920er Jahre, kunsthistorisch wertvoller Schnitzaltar. Einzeldenkmal der Sachgesamtheit Friedhof Lichtentanne (siehe Obj. 093002113): Kapelle: Putzbau mit apsidialem Schluss, Eingangsvorbau auf Pfeilern und Walmdach. Darin Flügelaltar von Peter Breuer, datiert 1509, ehemals in der Barbarakirche. Im Schrein Hl. Barbara, in den Flügeln Anna Selbdritt und Johannes der Täufer, auf den Flügelrückseiten gemalt Georg und Christophorus, Predella: Verkündigung, im Auszug der Salvator. Seitlich des Altars zwei Schnitzfiguren der hl. Barbara, Mitte 15. Jahrhundert. | 09237751 |
| Direkt Bild zu diesem Denkmal hochladen | Sachgesamtheit Friedhof Lichtentanne                                                                                           | Hauptstraße 24 (hinter) (Karte)  | 1928–1929                                 | Ortsgeschichtlich von Bedeutung, schlichter Kapellenbau der 1920er Jahre, kunsthistorisch wertvoller Schnitzaltar. Sachgesamtheit mit folgenden Einzeldenkmalen: - Kapelle mit Ausstattung (Breuer-Altar) (siehe Obj. 09237751) und dem - Gärtnerisch gestalteten Friedhof als Sachgesamtheitsteil. | 09302113 |
| Direkt Bild zu diesem Denkmal hochladen | Denkmal für Martin Luther | Hauptstraße 24 (vor) (Karte)     | 1896                                      | Monolith, naturbelassener Sandsteinblock mit Bronzetafel, darauf Porträt von Martin Luther (1483–1546), ortsgeschichtlich von Bedeutung. | 09237743 |
| Direkt Bild zu diesem Denkmal hochladen | Pfarrhaus | Hauptstraße 26 (Karte)           | nach 1900                                 | Ortsgeschichtlich bedeutend, von Woldemar Kandler im Zusammenhang mit dem Kirchenneubau errichtet. Zweigeschossiger quadratischer Putzbau mit angebautem Übergang zur Kirche, Walmdach mit Dachgaupe, Steinsockel, Auslucht. | 09237745 |
| Direkt Bild zu diesem Denkmal hochladen | Kriegerdenkmal für Gefallene des Deutsch-Französischen Krieges                                                                 | Hauptstraße 26 (vor) (Karte)     | nach 1871 (Kriegerdenkmal Dt.-frz. Krieg) | Ortsgeschichtlich von Bedeutung. Granitobelisk mit Adler, Sandsteinsockel, darüber Postament mit Inschrift, polierter Granitobelisk, als oberer Abschluss Adler. | 09237742 |
| Direkt Bild zu diesem Denkmal hochladen | Wohnhaus eines Vierseithofes                                                                                                   | Hauptstraße 28 (Karte)           | um 1800                                   | Baugeschichtlich von Bedeutung, Fachwerkhaus, ortsbildprägend durch Lage zwischen Barbara- und Christuskirche. Erdgeschoss massiv, Obergeschoss verkleidet, rückwärtig Fachwerk, Giebel Fachwerk, Auslucht. | 09237748 |
| Weitere Bilder                          | Schule, heute Kantorat | Hauptstraße 30 (Karte)           | bezeichnet 1831                           | Baugeschichtlich von Bedeutung, ortsbildprägend sowie weitgehend authentisches Zeugnis der historischen Ortsstruktur, schönes Korbbogenportal mit originaler Tür. Vermutlich nicht Altes Pfarrhaus (zur Barbarakirche), Zweigeschossig auf Bruchsteinsockel, Erdgeschoss mit Sandsteingewänden, Fachwerk-Obergeschoss verschiefert, profiliertes Korbbogenportal mit Schlussstein, originale Tür. | 09237749 |
| Direkt Bild zu diesem Denkmal hochladen | Textilfabrik mit allen Gebäuden (zwei Produktionsgebäuden, Verwaltungsgebäude, Werkstatt, Kesselhaus, Schornstein, Shedhallen) | Hauptstraße 31; 33; 35 (Karte)   | um 1890                                   | Ortsgeschichtlich bedeutend, Beispiel für Industriearchitektur des Industriellen Karl Schmelzer. - Verwaltungsgebäude: Zweigeschossiger Backsteinbau mit Mittelrisalit, abschließender Dreiecksgiebel, Lisenengliederung mit hellerem Backstein, Zahnschnittkranzgesims, Deutsches Band, Eckbetonung. - Erstes Produktionsgebäude: Langgestreckter zweigeschossiger Klinkerbau mit Lisenengliederung, Eckbetonung durch Treppengiebel, Ecke gegenüber dem Verwaltungsgebäude als Türmchen ausgebildet, hervortretender Mittelrisalit mit Treppengiebel, seitlich Wand betont und aufgelockert durch Dreiecksgiebel mit Okulus über jeweils zwei Fenstern, Gliederung durch Lisenen im Obergeschoss und durch Zahnschnittgesims, mit Oberlicht. - Zweites Produktionsgebäude: Dreigeschossig mit Drempel, vertikale Betonung durch Lisenen über die Obergeschosse, grüner Klinker als Gliederungselement, Sockelgeschoss mit Rundbögen, teilweise originale Fenster, Stahlbetonskelettbau, verputzt. - Werkstatt: Länglicher Bau aus Klinkern, vertikale Gliederung durch Lisenen, Mittelbetonung durch Dreiecksgiebel, Zahnschnittkranzgesims. - Kesselhaus: Klinkerbau, Lisenengliederung, Zahnschnittkranzgesims, verwinkelter Grundriss und verwinkelte Bauelemente. - Schornstein: Mit oktogonalem Backsteinsockel. - Shedhallen: Eingeschossiger Bau mit aneinandergereihten Dreiecksgiebeln, Okulus, Oberlicht. | 09237761 |
| Direkt Bild zu diesem Denkmal hochladen | Fabrikantenvilla, Villenpark mit Teich und Pavillon, Grotte                                                                    | Hauptstraße 37 (Karte)           | Ende 19. Jahrhundert                      | Bauherr Fabrikbesitzer Schmelzer der Kammgarnspinnerei, Villa zweigeschossig in Klinker mit Putzgliederung, deutsche Neurenaissance, kubischer Baukörper aufgelöst mit Turm und Giebeln, über Eingangsbereich das Treppenhaus mit etagenübergreifendem Band gekennzeichnet, der Pavillon am Teich ein Rundbau mit Säulen (Monopteros), die Grotte wohl ehemals auch mit einem kleinen Teich, bau- und ortsgeschichtliche Bedeutung. Baukörper mit Erker, Loggia, Mittelrisalit, Fensterüberdachungen gerade oder als Dreiecksgiebel, Dachüberzug, Zierfachwerk, originale Tür, Eckbetonung, schmiedeeisernes Gitter vor den Fenstern, farbige Bleiglasfenster, Türmchen mit Laterne. | 09237764 |
| Direkt Bild zu diesem Denkmal hochladen | Villa und Villenpark mit Grotte                                                                                                | Hauptstraße 39 (Karte)           | bezeichnet 1893                           | Bauherr war Nachkomme von Carl Otto Schmelzer, Fabrikbesitzer der Kammgarnspinnerei, Bau prächtig in deutscher Neurenaissance, zweigeschossig in Klinker mit glasierten Formsteinen, der kubische Bau über quadratischem Grundriss aufgelöst durch Elemente wie zwei Ecktürme und einen übergiebelten Risalit mit Voluten, Gartenanlage von Paul Lorenz, der auch die Anlage von Bad Elster entwarf, die Grotte war eine Vogelvoliere und trug einen Käfigaufbau, bau- und ortsgeschichtliche Bedeutung. Zweigeschossiger Klinkerbau mit glasierten Formsteinen, teilweise rund, Mittelrisalit mit späterer Eingangstür (Zeit um 1910), verschiedene Baugliederungselemente wie Loggia, kleiner Eckturm, größerer erhöhter Eckturm, übergiebelter Risalit mit Voluten, ausgeprägtes Gesims zwischen den Geschossen, sehr alter Baumbestand im Park, die Parkanlage stammt von Paul Lorenz, der auch die Anlage von Bad Elster entworfen hat. | 09237765 |
| Direkt Bild zu diesem Denkmal hochladen | Mietshaus | Hauptstraße 42 (Karte)           | um 1890                                   | Mit Laden, ortsbildprägendes Gründerzeitgebäude, Klinkerfassade, baugeschichtlich von Bedeutung. Zweigeschossiger Backsteinbau, Betonung durch Mittelgiebel, Zahnschnittkranzgesims, Zahnschnitt zwischen den Geschossen, gelbe Gliederungselemente. | 09237755 |
| Direkt Bild zu diesem Denkmal hochladen | Mietshaus | Hauptstraße 44 (Karte)           | um 1890                                   | Ortsbildprägendes Gründerzeitgebäude, Klinkerfassade, baugeschichtlich von Bedeutung. Zweigeschossiges Eckgebäude aus gelben Ziegeln mit abgeschrägter Ecke, die überhöht ist, Zahnschnittkranzgesims, Zahnschnitt zwischen den Geschossen, rote Gliederungselemente. | 09237756 |
| Direkt Bild zu diesem Denkmal hochladen | Gasthof, mit Saalanbau und Scheune                                                                                             | Hauptstraße 50 (Karte)           |                                           | | 09237804 |
| Direkt Bild zu diesem Denkmal hochladen | Mietshaus | Hauptstraße 57 (Karte)           |                                           | | 09237746 |
| Direkt Bild zu diesem Denkmal hochladen | Mietshaus | Hauptstraße 59 (Karte)           | um 1890                                   | Historisierende Klinkerfassade, baugeschichtlich von Bedeutung. Zweigeschossiger Backsteinbau starke Gliederung der Fassade durch gelbe Klinker, Zahnschnittgesims, Deutsches Band zwischen den Geschossen, Satteldach. | 09237747 |
|                                         | Denkmal für die Gefallenen des Ersten Weltkrieges                                                                              | Hauptstraße 69 (neben) (Karte)   | nach 1918 (Kriegerdenkmal)                | Abgerundete Granitmauer mit Namen der Gefallenen, Architrav mit Inschrift: „Vergiss mein Volk die teuren Toten nicht“, seitlich Medaillons mit Jahreszahlen des Zweiten Weltkrieges (nachträglich angebracht), mit kleinem Ehrenhain, ortsgeschichtlich von Bedeutung. | 09237741 |
| Direkt Bild zu diesem Denkmal hochladen | Mietshaus | Hauptstraße 75 (Karte)           | um 1890                                   | Historiesiende Klinkerfassade, baugeschichtlich von Bedeutung, ortsbildprägend im Kontext mit Schulgebäude. Zweigeschossiger Backsteinbau, Zahnschnittkranzgesims, originale Winterfenster erhalten, gelbe Gliederungselemente. | 09237752 |
| Direkt Bild zu diesem Denkmal hochladen | Schule | Hauptstraße 77 (Karte)           | 1900                                      | Historisierender Klinkerbau, zwei Risalite mit Treppengiebel, bau- und ortsgeschichtlich bedeutend. Stattlicher dreigeschossiger Backsteinbau, Betonung durch zwei Risalite mit Treppengiebel, recht aufwendige Gliederung durch gelbe Backsteine, vor allem in Risaliten, Steingussgewände, Kranzgesims. | 09237753 |
| Direkt Bild zu diesem Denkmal hochladen | Mietshaus | Hauptstraße 79 (Karte)           | um 1890                                   | Historisierende Klinkerfassade, baugeschichtlich von Bedeutung, ortsbildprägend im Zusammenhang mit dem Schulgebäude. Dreigeschossiger Backsteinbau, Deutsches Band zwischen den Geschossen, gelbe Gliederungselemente, Zahnschnittkranzgesims. | 09237754 |
| Direkt Bild zu diesem Denkmal hochladen | Mietshaus | Hauptstraße 81 (Karte)           | um 1890                                   | Historisierende Klinkerfassade, baugeschichtlich von Bedeutung, ortsbildprägend im Zusammenhang mit dem Schulgebäude. Dreigeschossiger Backsteinbau, erstes Obergeschoss: Mittelbetonung durch Dreiecksgiebel mit plastischem Schmuck, Zahnschnittkranzgesims, Mittelbetonung durch Doppelfenster in allen Geschossen, profilierte Fensterbedachung im ersten Obergeschoss. | 09237760 |
| Direkt Bild zu diesem Denkmal hochladen | Seitengebäude (mit Oberlaube) eines Vierseithofes                                                                              | Hauptstraße 82 (Karte)           | um 1800                                   | Baugeschichtlich von Bedeutung, Fachwerkgebäude, Oberlaube von Seltenheitswert. Stallscheune: Erdgeschoss massiv, Obergeschoss Fachwerk mit fünfjochiger Oberlaube, heute mit Fenstern zugesetzt, Brüstung verbrettert. | 09237778 |
| Direkt Bild zu diesem Denkmal hochladen | Scheune und Stallscheune eines Dreiseithofes                                                                                   | Hauptstraße 86 (Karte)           | Anfang 20. Jahrhundert (Stallscheune)     | Fachwerkgebäude, Seitengebäude mit reicher und ungewöhnlich später Fachwerkkonstruktion, Teil der ländlichen Ortsstruktur im verstädterten Teil. - Scheune: Fachwerk mit Drempel, - Stallscheune: Erdgeschoss massiv, Obergeschoss preußisches Fachwerk mit geschwungenen Streben, Giebeldreieck verbrettert, originale Fenster. 2005 Stallscheune saniert, Scheune unsaniert. | 09237777 |
| Direkt Bild zu diesem Denkmal hochladen | Mietshaus | Hauptstraße 93 (Karte)           | um 1890                                   | Straßenbildprägendes Eckhaus mit historisierender Klinkerfassade, baugeschichtlich von Bedeutung. Dreigeschossiges Eckgebäude aus rotem Backstein, unterschiedlich strukturierte Fenstergewände, abgeschrägte Ecke, Zahnschnittgesims. | 09237757 |
| Direkt Bild zu diesem Denkmal hochladen | Doppelmietshaus | Hauptstraße 99; 101 (Karte)      | um 1900                                   | Straßenbildprägende gründerzeitliche Klinkerbauten, baugeschichtlich von Bedeutung. Dreigeschossiger Backsteinbau mit Flachbogenfenstern, Gliederung zusätzlich in gelbem Backstein, Zahnschnitt-Kranzgesims. | 09237776 |
| Direkt Bild zu diesem Denkmal hochladen | Doppelmietshaus | Hauptstraße 103; 105 (Karte)     | um 1900                                   | Straßenbildprägende gründerzeitliche Klinkerbauten, baugeschichtlich von Bedeutung. Dreigeschossiger Backsteinbau mit Flachbogenfenstern, Deutsches Band, Schlusssteine, Gliederung zusätzlich in gelbem Backstein. | 09237775 |
| Direkt Bild zu diesem Denkmal hochladen | Scheune eines ehemaligen Vierseithofes                                                                                         | Hauptstraße 121 (Karte)          | 2. Hälfte 19. Jahrhundert                 | Zeit- und landschaftstypischer Bau, Fachwerk-Scheune, baugeschichtlich von Bedeutung. Stattliche Fachwerkkonstruktion, am Giebel mit quadratischen Gefachen, im Drempel recht unregelmäßige Streben. | 09237774 |
| Direkt Bild zu diesem Denkmal hochladen | Scheune und Seitengebäude eines Dreiseithofes                                                                                  | Hauptstraße 131 (Karte)          | 2. Hälfte 19. Jahrhundert                 | Fachwerkbauten, Scheune mit ungewöhnlicher Fachwerkkonstruktion, Teil der alten Ortsstruktur, baugeschichtlich von Bedeutung. - Scheune: Fachwerk mit Drempel, zwei große Tore, Krüppelwalmdach, - Stallscheune: Erdgeschoss massiv, Obergeschoss preußisches Fachwerk, Kronendeckung, Giebel Schiefer. | 09237771 |
| Direkt Bild zu diesem Denkmal hochladen | Mietshaus | Hauptstraße 133 (Karte)          | Ende 19. Jahrhundert                      | Zeittypischer Gründerzeitbau mit Klinkerfassade, baugeschichtlich von Bedeutung. Zweigeschossiger Backsteinbau mit gegliederten Flachbogenfenstern, Schlussstein diamantiert, in der Mittelachse plastischer Fassadenschmuck am Fenster sowie Dachausbau. | 09237770 |
| Direkt Bild zu diesem Denkmal hochladen | Wohnhaus, Stallscheune und zwei Seitengebäude eines Vierseithofes                                                              | Hauptstraße 141; 141a (Karte)    | nach 1900                                 | Geschlossen erhaltene Hofanlage, Teil der ländlichen Ortsstruktur im bereits verstädterten Kontext, stark ortsbildprägende Fachwerkbauten, Fachwerk-Wohnhaus aus der Zeit nach 1900, baugeschichtlich von Bedeutung. - Wohnhaus: Auf verwinkeltem Grundriss, Erdgeschoss massiv, Obergeschoss Fachwerk, - Stallscheune: Erdgeschoss massiv, preußisches Kappengewölbe, Obergeschoss Fachwerk, dekorativer Fachwerk-Giebel, schlechter Bauzustand, - Zwei Seitengebäude: Erdgeschoss massiv, Obergeschoss Fachwerk, verbrettert. | 09237849 |
| Direkt Bild zu diesem Denkmal hochladen | Scheune und zwei Stallscheunen eines Vierseithofes                                                                             | Hauptstraße 143 (Karte)          | 2. Hälfte 19. Jahrhundert                 | Beispiel für die Holzbauweise, Teil der alten Ortsstruktur, baugeschichtlich von Bedeutung. - Scheune: Fachwerk mit Drempel, Biberschwanzdeckung, - Erste Stallscheune: Erdgeschoss massiv, Fachwerk-Obergeschoss, mit eingeschossigem Fachwerkanbau, - Zweite Stallscheune: Erdgeschoss massiv, Fachwerk-Obergeschoss. | 09237769 |
| Direkt Bild zu diesem Denkmal hochladen | Häuslerhaus | Hauptstraße 147 (Karte)          | um 1800                                   | Mit Fachwerk-Obergeschoss, Teil der alten Ortsstruktur, sozialgeschichtlich von Bedeutung. Alter Baukörper, Erdgeschoss massiv, verändert, Fachwerk-Obergeschoss, Giebel verbrettert, Frackdach. | 09237767 |
| Direkt Bild zu diesem Denkmal hochladen | Scheune und zwei Stallscheunen eines Vierseithofes                                                                             | Hauptstraße 149 (Karte)          | 2. Hälfte 19. Jahrhundert                 | Weitgehend erhaltene Hofanlage in Fachwerkbauweise, baugeschichtlich von Bedeutung, Beispiel für die Holzbauweise. - Scheune: Fachwerk mit Drempel, Biberschwanzdeckung, Durchfahrt, - Stallscheunen: Erdgeschoss massiv, Fachwerk-Obergeschoss, Ladeluken, vorderer Teil massiv. | 09237768 |
| Direkt Bild zu diesem Denkmal hochladen | Scheune und Seitengebäude eines Dreiseithofes                                                                                  | Hauptstraße 153 (Karte)          | 2. Hälfte 19. Jahrhundert                 | Fachwerkbauten, baugeschichtlich von Bedeutung, Teil der alten Ortsstruktur. - Scheune: Preußisches Fachwerk mit Drempel auf Steinsockel, Giebel ehemals verschiefert, marode, - Stallscheune: Erdgeschoss massiv, Fachwerk-Obergeschoss, Ladeluke. | 09237766 |
| Direkt Bild zu diesem Denkmal hochladen | Häuslerhaus | Hauptstraße 159 (Karte)          | 1. Hälfte 19. Jahrhundert                 | Straßenbildprägender Fachwerkbau, sozialgeschichtlich von Bedeutung, Teil der alten Ortsstruktur. Erdgeschoss massiv, Obergeschoss Fachwerk, Giebel verschiefert, Biberschwanzdeckung. | 09237735 |
| Direkt Bild zu diesem Denkmal hochladen | Doppelmietshaus mit Einfriedung bei Nr. 165                                                                                    | Hauptstraße 163; 165 (Karte)     |                                           | | 09237734 |
| Direkt Bild zu diesem Denkmal hochladen | Doppelmietshaus mit Einfriedung bei Nr. 167                                                                                    | Hauptstraße 167; 169 (Karte)     |                                           | | 09237732 |
| Direkt Bild zu diesem Denkmal hochladen | Mietshaus | Heinrich-Heine-Straße 8 (Karte)  | Ende 19. Jahrhundert                      | Zeittypischer gründerzeitliche Ziegelsteinbau mit recht aufwendiger Gliederung, baugeschichtlich von Bedeutung. Zweigeschossiger Backsteinbau mit recht aufwendiger Gliederung in gelbem Backstein, Zahnschnitt-Kranzgesims, Dacherker. | 09237779 |
| Direkt Bild zu diesem Denkmal hochladen | Wohnstallhaus und Stallscheune eines Vierseithofes                                                                             | Heinrich-Heine-Straße 16 (Karte) | nach 1800                                 | Obergeschosse Fachwerk, baugeschichtlich von Bedeutung. - Wohnhaus: Erdgeschoss massiv, Obergeschoss Fachwerk, Giebel verschiefert, - Stallscheune: Erdgeschoss massiv, Obergeschoss Fachwerk, Giebel verbrettert. | 09237736 |
| Direkt Bild zu diesem Denkmal hochladen | Vierseithof mit Wohnstallhaus, zwei Scheunen, Stallscheune und Torbogen                                                        | Heinrich-Heine-Straße 32 (Karte) | um 1800                                   | Landschaftstypischer, geschlossen erhaltener Bauernhof in Fachwerkbauweise, baugeschichtlich, wirtschaftsgeschichtlich und sozialgeschichtlich von Bedeutung. - Wohnstallhaus: Erdgeschoss massiv, Fachwerk-Obergeschoss verschiefert, Krüppelwalmdach, - Stallscheune: Erdgeschoss massiv, verändert, Fachwerk-Obergeschoss leicht vorkragend, Hofseite verbrettert, - Scheune 1: Erdgeschoss massiv, Drempel Fachwerk, Dach Schiefer, - Scheune 2: Erdgeschoss Backstein, Obergeschoss Fachwerk, Biberschwanzdeckung. | 09237780 |
| Direkt Bild zu diesem Denkmal hochladen | Mietshaus in Ecklage | Pestalozzistraße 1 (Karte)       | bezeichnet 1898                           | Straßenbildprägendes, eckbetontes Gründerzeitgebäude mit Klinkerfassade und reicher Dekoration, baugeschichtlich von Bedeutung. Zweigeschossiger Backsteinbau, Sockelzone verputzt, im Erdgeschoss Fenster mit Schlusssteinen, im Obergeschoss Fenster mit Dreiecksgiebelbekrönung mit Masken, Dachausbau an Ecke. | 09237793 |
| Direkt Bild zu diesem Denkmal hochladen | Gasthof | Plauener Straße 5 (Karte)        | 1834                                      | Stattlicher Bau mit hohem gebrochenem Dach, schönes klassizistisches Turportal, bau- und ortsgeschichtlich bedeutsam. Massiver, zweigeschossiger Putzbau, Portal mit Pilastergliederung, 9 zu 6 Achsen, Mansardwalmdach, ausgebauter Dachstuhl, zahlreich vorhandene Dachfenster. | 09237845 |
| Direkt Bild zu diesem Denkmal hochladen | Villa | Plauener Straße 63 (Karte)       | um 1910                                   | Eine der wenigen Villen im Ort, im Reformstil der Zeit um 1910, baugeschichtlich von Bedeutung. Zweigeschossiger, massiver Putzbau auf verwinkeltem Grundriss, halbrunde Auslucht, Walmdach, Dachhäuschen. | 09237846 |
| Direkt Bild zu diesem Denkmal hochladen | Mietshaus | Plauener Straße 73 (Karte)       | um 1890                                   | Mit Laden, baugeschichtlich von Bedeutung, gründerzeitliche Klinkerfassade, Teil einer Kreuzungsbebauung. Dreigeschossiger Backsteinbau, Erdgeschoss durch kräftiges Gesims von Obergeschossen getrennt, schöne plastische Fensterbekrönungen (Muscheln) im ersten Obergeschoss., Ladeneinbau Ende 19. Jahrhundert. | 09237758 |
| Direkt Bild zu diesem Denkmal hochladen | Wohnhaus | Plauener Straße 75 (Karte)       | um 1800                                   | Baugeschichtlich von Bedeutung, Obergeschoss Fachwerk, Relikt der Holzbauweise im städtischen Wohnbereich, mit klassizistischem Türportal. Zweigeschossiges Gebäude, Erdgeschoss massiv (verändert), Fachwerk-Obergeschoss, Giebel verbrettert, Eingangsbereich (Portal) mit Zahnschnitt, originale Tür, im Erdgeschoss teilweise noch Porphyrgewände. | 09237759 |
| Direkt Bild zu diesem Denkmal hochladen | Mietshaus in halboffener Bebauung                                                                                              | Schillerstraße 4 (Karte)         | bezeichnet 1900                           | Baugeschichtlich von Bedeutung, gründerzeitliche Klinkerfassade. Zweigeschossiger Backsteinbau, Sockel und Erdgeschoss verputzt, Obergeschoss Klinker mit recht aufwendigen Fensterbedachungen, Dachaufbau. bildet mit Nummer 6 eine Einheit. | 09237795 |
| Direkt Bild zu diesem Denkmal hochladen | Mietshaus in halboffener Bebauung                                                                                              | Schillerstraße 6 (Karte)         |                                           | | 09237794 |
| Direkt Bild zu diesem Denkmal hochladen | Häuslerhaus | Steinpleiser Straße 4 (Karte)    | um 1800                                   | Sozialgeschichtlich von Bedeutung, mit Fachwerk-Obergeschoss, Teil der alten Ortsbebauung. Zweigeschossig, Erdgeschoss: massiv, verändert (große Fenster), Obergeschoss: verbrettertes Fachwerk, Kronendeckung, über Anbau Frackdach. | 09237782 |
| Direkt Bild zu diesem Denkmal hochladen | Häuslerhaus | Steinpleiser Straße 7 (Karte)    | 1. Hälfte 19. Jahrhundert                 | Sozialgeschichtlich von Bedeutung, Fachwerkhaus, Relikt der ländlichen Bauweise. Erdgeschoss massiv, Fachwerk-Obergeschoss verbrettert, Frackdach, sehr kleine Fenster, Windfang mit Buntglasfenster. | 09237740 |
| Direkt Bild zu diesem Denkmal hochladen | Schmiede | Thanhofer Straße 4 (Karte)       | Ende 18. Jahrhundert                      | Authentisch erhaltener Fachwerkbau, ortsgeschichtlich bedeutsam. Erdgeschoss massiv, Obergeschoss: Fachwerk, Giebel verschiefert, kleiner Balkon im Obergeschoss über Eingangstür, Biberschwanzdeckung. Abbruchgenehmigung 2005 erteilt. | 09237796 |
| Direkt Bild zu diesem Denkmal hochladen | Wohnhaus in Ecklage und Nebengebäude                                                                                           | Thanhofer Straße 13 (Karte)      | um 1900                                   | Mit Laden, straßenbildprägendes Gründerzeitgebäude, baugeschichtlich von Bedeutung. - Wohnhaus: Zweigeschossiger Putzbau, Sockel aus Backstein, Backsteingliederung an den Fenstern, Kranzgesims, - Nebengebäude: Verputzter Ziegelbau, Loggia aus Holz. | 09237784 |
| Direkt Bild zu diesem Denkmal hochladen | Mietshaus in halboffener Bebauung (Doppelmietshaus mit August-Bebel-Straße 2)                                                  | Thanhofer Straße 15 (Karte)      | um 1900                                   | Zeittypischer gründerzeitlicher Klinkerbau, straßenbildprägend, baugeschichtlich von Bedeutung. Zweigeschossiger Ziegelbau, Sockelzone verputzt, über den Fenstern Begrenzungen mit halbplastischen Reliefs, Dachausbau, Mansarddach. | 09237785 |
| Direkt Bild zu diesem Denkmal hochladen | Mietshaus mit Einfriedung | Thanhofer Straße 17 (Karte)      | um 1900                                   | Gründerzeitlicher Klinkerbau, baugeschichtlich von Bedeutung, Teil des gründerzeitlichen Straßenzuges. Zweigeschossiger Ziegelbau, Sockelzone zum Teil verputzt, verschiedene Formen von Fenstergewänden, im ersten Obergeschoss auch plastisch, Dachausbau (drei Dachhäuschen), Mansarddach. | 09237787 |
| Direkt Bild zu diesem Denkmal hochladen | Mietshaus in halboffener Bebauung, mit seitlicher Toreinfahrt                                                                  | Thanhofer Straße 18 (Karte)      | um 1900                                   | Weitgehend original erhaltenes gediegenes Gründerzeithaus mit Klinkerfassade, baugeschichtlich von Bedeutung. Zweigeschossiger Backsteinbau, Sockel zum Teil verputzt, formschöne Fenster, im Obergeschoss: Fensterbekrönung (Dreiecksgiebel), Eckbetonung durch risalitartigen Vorsprung, Dachausbau, zum Teil alte Jalousien erhalten. | 09237790 |
| Direkt Bild zu diesem Denkmal hochladen | Wohnhaus mit Einfriedung | Zeppelinstraße 1 (Karte)         | um 1900                                   | Baugeschichtlich von Bedeutung, gründerzeitliche Putzfassade, straßenbildprägend, Teil des gründerzeitlichen Straßenzugs an der Thanhofer Straße. Zweigeschossiger Putzbau mit Putzgliederung, Eckquaderung, profilierte Fenstergewände, Satteldach, schmiedeeiserner Zaun. | 09237788 |
| Direkt Bild zu diesem Denkmal hochladen | Mietshaus | Zeppelinstraße 2 (Karte)         |                                           | | 09237789 |

## Ebersbrunn
| Bild                                    | Bezeichnung                                                                                           | Lage                               | Datierung                             | Beschreibung | ID       |
| --------------------------------------- | --- | ---------------------------------- | ------------------------------------- | --- | -------- |
| Weitere Bilder                          | Triangulationssäule                                                                                   | (Karte)                            | bezeichnet 1878 (Triangulationssäule) | Station der Königlich-Sächsischen Triangulation, Netz 2. Ordnung, wissenschaftsgeschichtlich und technikgeschichtlich von Bedeutung. Zylindrische Vermessungssäule aus Rochlitzer Porphyrtuff, Schaft ohne Abdeckplatte (ursprünglich Gusseisen), Inschrift: „Station / EBERSBRUNN / der/ .... Sächs: / Triangulirung / 1878.“, Begriff „Kön:“ herausgemeißelt, Höhe 2,30, abgesetzter quadratischer Sockel, Station Nummer 137. | 09301366 |
| Direkt Bild zu diesem Denkmal hochladen | Stallscheune eines Vierseithofes                                                                      | Alte Straße 19 (Karte)             | Anfang 20. Jahrhundert                | Schönes Beispiel für Fachwerkbauweise, baugeschichtlich von Bedeutung. Zweigeschossig, Erdgeschoss massiv, Obergeschoss Fachwerk. | 09237687 |
| Direkt Bild zu diesem Denkmal hochladen | Wohnhaus und Stallgebäude eines Dreiseithofes                                                         | Alte Straße 21 (Karte)             | 2. Hälfte 19. Jahrhundert             | dominanter Bauernhof durch erhöhte Lage, historistisches Wohnhaus mit Klinkerfassade, Seitengebäude in Fachwerkbauweise, baugeschichtlich und sozialgeschichtlich von Bedeutung. - Wohnhaus: Ziegelfassade, Mittelrisalit, aufwendiges Kranzgesims, Vorhangbogengewände, zweigeschossig, Jugendstilanklänge, - Stall: Erdgeschoss massiv, Obergeschoss Fachwerk, Giebelseite verkleidet. | 09237686 |
| Direkt Bild zu diesem Denkmal hochladen | Seitengebäude (mit Oberlaube) eines Vierseithofes                                                     | Alte Straße 28 (Karte)             | 2. Hälfte 18. Jahrhundert             | Fachwerk-Obergeschoss mit zugesetzter Oberlaube, Seltenheitswert. Pro Gefach ein Fenster, Erdgeschoss massiv. | 09237685 |
| Direkt Bild zu diesem Denkmal hochladen | Saalgebäude eines Gasthofes                                                                           | Bahnhofsberg 13 (Karte)            | 2. Hälfte 19. Jahrhundert             | Ortsgeschichtlich bedeutend, im Stil des Historismus. Großer Tanzsaal mit Parkett, die Bühneneinfassung mit Relief, originaler Ausschank (Tresen), kleine Empore original, durch zwei Pfeiler als Seitenschiff abgetrennt. | 09237802 |
| Direkt Bild zu diesem Denkmal hochladen | Scheune eines Zweiseithofes                                                                           | Hauptmannsgrüner Straße 2a (Karte) | 2. Hälfte 19. Jahrhundert             | Baugeschichtlichvon Bedeutung, Fachwerk-Scheune, schöne Einzellage am Ortsrand. Fachwerk, Giebel massiv mit Verkleidung, (bis 2008 irrtümlich unter Schönfelser Straße 2a in der Denkmalliste). | 09237704 |
| Direkt Bild zu diesem Denkmal hochladen | Wohnhaus, Stallgebäude und Scheune eines Dreiseithofes                                                | Hauptmannsgrüner Straße 5 (Karte)  | Mitte 19. Jahrhundert                 | Baugeschichtlich und wirtschaftsgeschichtlich von Bedeutung, geschlossen erhaltene Hofanlage in Fachwerkbauweise, Teil einer kleinen Siedlung außerhalb des Ortskerns. Zweigeschossiges Wohnhaus: Erdgeschoss massiv, Obergeschoss Fachwerk (verkleidet, eine Seite verschiefert), Giebelwand verbrettert, Satteldach, Scheune und Stall: verbrettert. | 09237705 |
| Direkt Bild zu diesem Denkmal hochladen | Gasthaus                                                                                              | Lengenfelder Straße 55 (Karte)     | 1913                                  | Ortsgeschichtlich bedeutend, im Heimatstil, straßenbildprägend, stattlicher Bau mit verbrettertem Obergeschoss. Stattlicher Bau auf Backsteinsockel, Erdgeschoss verputzt, Obergeschoss original verbrettert, dreiseitiger, zweigeschossiger Vorbau, im Obergeschoss originale Fenster, teils Flach- teils Walmdach mit Dachluken. | 09237676 |
| Weitere Bilder                          | Quelleneinfassung der Pleiße                                                                          | Reichenbacher Straße (Karte)       | 1931                                  | Seit 1915 offizieller Ursprung der Pleiße in Ebersbrunn, 1931 Fassung aus Bruchsteinmauerwerk mit gärtnerischer Gestaltung, diese 1954 erneuert, orts- sowie heimatgeschichtliche Bedeutung. | 09237772 |
| Direkt Bild zu diesem Denkmal hochladen | Wohnhaus, Scheune und Stallscheune eines Dreiseithofes                                                | Reichenbacher Straße 6 (Karte)     | Mitte 19. Jahrhundert                 | Gut erhaltenes Ensemble von Fachwerkbauten, baugeschichtlich und wirtschaftsgeschichtlich von Bedeutung. - Wohnhaus: Erdgeschoss massiv, verändert, Obergeschoss Fachwerk, Satteldach, - Stallscheune: Erdgeschoss massiv, Obergeschoss Fachwerk, Satteldach, - Scheune: Vermutlich Holzkonstruktion, Giebelwände massiv, Satteldach. | 09237690 |
| Direkt Bild zu diesem Denkmal hochladen | Häuslerhaus                                                                                           | Reichenbacher Straße 9 (Karte)     | Anfang 18. Jahrhundert                | Altertümliche Fachwerkkonstruktion mit Wilder-Mann-Figur, Seltenheitswert. Erdgeschoss massiv, verputzt, Putzgliederungen, Obergeschoss Fachwerk mit Mannfiguren, verschiefert, Frackdach mit Biberschwanzdeckung, originale Tür. | 09237691 |
| Direkt Bild zu diesem Denkmal hochladen | Wohnhaus                                                                                              | Reichenbacher Straße 12 (Karte)    | 2. Hälfte 19. Jahrhundert             | Zeittypischer Fachwerkbau in bildprägender Lage, baugeschichtlich von Bedeutung. Erdgeschoss massiv, verputzt, etwas verändert, Obergeschoss Fachwerk, Krüppelwalmdach, Giebeldreieck verschiefert. | 09237692 |
| Direkt Bild zu diesem Denkmal hochladen | Scheune und Stallscheune eines Vierseithofes                                                          | Reichenbacher Straße 16 (Karte)    | 18. Jahrhundert                       | Teil der alten Ortsstruktur, Fachwerkbauten, baugeschichtlich von Bedeutung. - Scheune: Fachwerk mit gekreuzten Streben, verblattet, steiles Satteldach, - Stallscheune: Erdgeschoss massiv, Fachwerk-Obergeschoss, Satteldach. | 09237695 |
| Direkt Bild zu diesem Denkmal hochladen | Seitengebäude und zwei Scheunen eines Vierseithofes                                                   | Reichenbacher Straße 25 (Karte)    | 1. Hälfte 19. Jahrhundert             | Sehr gut erhaltenes Ensemble von Fachwerkbauten, wirtschafts- und baugeschichtlich von Bedeutung. - Stallscheune: Erdgeschoss massiv, verputzt, Fachwerk-Obergeschoss mit Vorbau auf Stützen (keine Oberlaube), - Beide Scheunen: Fachwerk, Drempel, Biberschwanzdeckung. | 09237693 |
| Direkt Bild zu diesem Denkmal hochladen | Scheune eines Vierseithofes                                                                           | Reichenbacher Straße 27a (Karte)   | 2. Hälfte 19. Jahrhundert             | Gutes Beispiel für Fachwerkbauweise, wirtschafts- und baugeschichtlich von Bedeutung. Rundherum Fachwerk mit Drempel, Biberschwanzdeckung. | 09237694 |
| Direkt Bild zu diesem Denkmal hochladen | Wohnhaus mit Schuppen                                                                                 | Reichenbacher Straße 46 (Karte)    | um 1900                               | Gründerzeitlicher Klinkerbau, selten im Dorfkontext, ortsentwicklungsgeschichtlich von Bedeutung. Zweigeschossiger Backsteinbau mit gelben Gliederungselementen, deutsches Band, Kranzgesims, am Giebel Okulus, originale Fenster mit Winterfenstern, Schuppen: eingeschossig mit Drempel, Gliederung ähnlich oben. 2005 Wohnhaus unsaniert, Schuppen gefährdet. | 09237697 |
| Direkt Bild zu diesem Denkmal hochladen | Scheune und Stallscheune eines Bauernhofes                                                            | Reichenbacher Straße 47 (Karte)    | Mitte 19. Jahrhundert                 | Teil der alten Ortsstruktur, Fachwerkbauten, wirtschafts- und baugeschichtlich von Bedeutung. - Scheune: Erdgeschoss teils massiv, teils Fachwerk mit Drempel, - Stallscheune: Erdgeschoss massiv, Drempel, Fachwerk, Giebel schieferverblendet. | 09237696 |
| Direkt Bild zu diesem Denkmal hochladen | Scheune eines Bauernhofes                                                                             | Reichenbacher Straße 52 (Karte)    | Ende 19. Jahrhundert                  | Straßenbildprägende Fachwerk-Scheune, wirtschafts- und baugeschichtlich von Bedeutung. Fachwerkbau mit Drempel, vier Ladeluken, Krüppelwalmdach und verbretterter Giebelwand., (fälschlicherweise erfasst unter Hausnummer 50 statt 52.) | 09237698 |
| Direkt Bild zu diesem Denkmal hochladen | Wohnhaus und zwei Seitengebäude eines Vierseithofes                                                   | Reichenbacher Straße 54 (Karte)    | 1910                                  | Baugeschichtlich und ortsentwicklungsgeschichtlich von Bedeutung, Seitengebäude in Fachwerkbauweise, Wohnhaus in städtischen Formen und im Reformstil der Zeit um 1910, Zeugnis des bäuerlichen Aufschwungs. - Wohnhaus: Zweigeschossiger Putzbau auf Granitsockel, vielgliedriger Baukörper, Mittelrisalit, Walmdach, Giebelaufbau, farbige Bleiglasfenster, - Seitengebäude: Fachwerk, teilweise verkleidet. | 09237699 |
| Direkt Bild zu diesem Denkmal hochladen | Häuslerhaus mit Seitengebäude                                                                         | Reichenbacher Straße 60 (Karte)    | um 1800                               | Sozialgeschichtlich von Bedeutung, Fachwerkbauten, Teil der alten Ortsbebauung. Beide Gebäude im Erdgeschoss massiv, Fachwerk-Obergeschoss mit sehr kleinen Fenstern, am Giebel verschiefert, weitgehend authentisch erhalten. | 09237700 |
| Direkt Bild zu diesem Denkmal hochladen | Seitengebäude eines Vierseithofes                                                                     | Reichenbacher Straße 62 (Karte)    | bezeichnet 1898                       | Zeittypischer Fachwerkbau von baugeschichtlichem Wert. Zweigeschossig, rechteckiger Grundriss, Bruchsteinsockel, Erdgeschoss: Stampfbeton verputzt, großes rundbogiges Holztor, Obergeschoss: Fachwerk mit Streben, Ausfachung teilweise durch Ziegel, verschiefert oder verkleidet, eine Giebelseite massiv, mit anderer Giebelseite an Scheune angrenzend, zwei hofseitige zweigeschossige erkerartige Vorbauten: um 1900 nachträglich angefügt, der eine Vorbau diente als Viehwaage, darüber Taubenschlag, Fachwerk, seitlich je ein zweiflügeliges Holztor zum Durchführen der Tiere, Satteldach mit verzierten Pfettenköpfen, im Giebel ursprünglich Taubenschlag, dieser verschiefert, zweiter Vorbau ursprünglich Hühnerstall und Taubenschlag, heute Garageneinbau, Satteldach mit verzierten Pfettenköpfen, im Vorbau für Viehwaage steht hölzerne Viehwaage, vermutlich um 1900, Innen: Erdgeschoss vermutlich ursprünglich Stall, dort Stampflehmfußboden, Holzeinschubtreppe zum Obergeschoss, im Erdgeschoss neben Treppe Bohlenwand, im Obergeschoss an einer Giebelseite zwei Kammern, eventuell Auszugskammern oder Lagerräume, weiter eine Mehlkammer und großer Bergeraum, an beiden Traufseiten Türen im Obergeschoss, teilweise originale Fenster, Dachgeschoss mit doppelt stehendem Stuhl und Hängewerk, Holzverbindungen gezapft, Dachkonstruktion auf Ansprüche der Lagerung abgestimmt. Seltene Konstruktion, am Gebäude kaum Bauveränderungen, baugeschichtlicher Wert als Zeugnis des Bauhandwerks um 1800, Scheune und ein Seitengebäude am 3. Mai 2000 gestrichen. | 09237702 |
| Direkt Bild zu diesem Denkmal hochladen | Wohnstallhaus und Scheune eines Dreiseithofes                                                         | Reichenbacher Straße 72 (Karte)    | 19. Jahrhundert                       | Baugeschichtlich von Bedeutung, Fachwerkbauten, Teil der alten Ortsbebauung. - Wohnhaus: Erdgeschoss massiv, Fachwerk-Obergeschoss verkleidet, Giebel verschiefert, - Scheune: Preußisches Fachwerk, Biberschwanzdeckung, - Seitengebäude/Stallscheune: Backsteinbau, preußisches Fachwerk im Obergeschoss. Seitengebäude vor 2010 abgebrochen. | 09237703 |
| Direkt Bild zu diesem Denkmal hochladen | Ehemaliges Wohnstallhaus eines Bauernhofes                                                            | Reichenbacher Straße 97 (Karte)    | Ende 18. Jahrhundert                  | Baugeschichtlich von Bedeutung, typischer ländlicher, schieferverkleideter Fachwerkbau, eines der wenigen Denkmale im Oberdorf. Erdgeschoss massiv, Fachwerk-Obergeschoss, verschieferter Giebel mit sehr schöner Musterung, Krüppelwalmdach. | 09237701 |
| Weitere Bilder                          | Kirche, Kirchhofs-Einfriedung und Kriegerdenkmal für die Gefallenen des deutsch-französischen Krieges | Werdauer Straße (Karte)            | bezeichnet 1826                       | Baugeschichtlich, ortsgeschichtlich und ortsbildprägend von Bedeutung, kleine barock-klassizistische Saalkirche. Einzeldenkmale der Sachgesamtheit Kreuzkirche und Kirchhof Ebersbrunn (siehe Obj. 09302120): - Kirche: Verputzter Bau mit Korbbogenfenstern, gerader Chorschluss mit Strebepfeilern, Dachreiter. Im Innern flachgedeckt, zweigeschossige Emporen. Reizvoller Kanzelaltar mit klassizistischem und biedermeierlichem Dekor. Taufstein aus Zöblitzer Serpentinit, 1883. Taufengel, gestiftet 1734. Vier Schutzfiguren des ehemaligen Altars, um 1500: vermutlich Maria und Johannes Evangelista, Johannes der Täufer und ein Geistlicher. Orgel von Schuster, Zittau mit Trampeli-Prospekt von 1820. Vier Buntglasfenster, gestiftet 1919. - Kriegerdenkmal für die Gefallenen des deutsch-französischen Krieges, Sandsteinobelisk auf Postament, dort Namen der Gefallenen eingetragen. | 09237679 |
| Weitere Bilder                          | Sachgesamtheit Kreuzkirche und Kirchhof Ebersbrunn                                                    | Werdauer Straße (Karte)            | 1826                                  | Baugeschichtlich, ortsgeschichtlich und ortsbildprägend von Bedeutung, kleine barock-klassizistische Saalkirche. Sachgesamtheit mit den Einzeldenkmalen: Kirche, Kirchhofs-Einfriedung und Kriegerdenkmal für die Gefallenen des deutsch-französischen Krieges (siehe Obj. 09237679) und dem Kirchhof (mit Allee) als Sachgesamtheitsteil. | 09302120 |
| Direkt Bild zu diesem Denkmal hochladen | Mühlenwohnhaus und zwei Seitengebäude der Mühle                                                       | Werdauer Straße 1 (Karte)          | 18. Jahrhundert                       | Ortshistorisch bedeutend, Anlage von hoher Ursprünglichkeit. - Wohnhaus: Erdgeschoss massiv, Drempel Fachwerk, der alte Baukörper verformt, am Giebel Putzgliederung, - Seitengebäude: Auf Hakengrundriss aneinandergebaut, teils Fachwerk in beiden Geschossen, teil massiv. Bis 1924 als Mühle betrieben. | 09237803 |
| Direkt Bild zu diesem Denkmal hochladen | Seitengebäude eines Bauernhofes                                                                       | Werdauer Straße 28 (Karte)         | um 1800                               | Wohl Auszugshaus, Fachwerkbau, Teil der alten Ortsbebauung, sozialgeschichtlich von Bedeutung. Erdgeschoss verputzt, Obergeschoss Fachwerk, Giebeldreieck verbrettert, alter Baukörper. | 09237681 |
| Direkt Bild zu diesem Denkmal hochladen | Gemeindeamt                                                                                           | Werdauer Straße 39 (Karte)         |                                       | | 09237682 |
| Direkt Bild zu diesem Denkmal hochladen | Stallgebäude und Scheune eines Vierseithofes                                                          | Werdauer Straße 40 (Karte)         | 1. Hälfte 19. Jahrhundert             | Baugeschichtlich von Bedeutung, Fachwerkbauten, Teil der alten Ortsstruktur, gut erhaltener Bauzustand. - Scheune: Erdgeschoss massiv, Drempel Fachwerk, Kronendeckung, Giebel verbrettert, - Stall: Erdgeschoss massiv, Obergeschoss Fachwerk, Kronendeckung. | 09237677 |
| Direkt Bild zu diesem Denkmal hochladen | Spritzenhaus                                                                                          | Werdauer Straße 51 (Karte)         | nach 1900                             | ortsgeschichtlich bedeutend, zentrale Lage im Ort, im Heimatstil. Steinsockel gemauert, eingeschossig, Drempel, teils Fachwerk, teils massiv, Dachhäuschen mit Fachwerk, Satteldach. | 09237680 |
| Weitere Bilder                          | Pfarrhaus mit Inschrifttafel                                                                          | Werdauer Straße 53 (Karte)         | bezeichnet 1892                       | Ortsgeschichtliche Bedeutung. Zweigeschossiger Putzbau auf Natursteinsockel, Granitgewände, profiliertes Kranzgesims, regelmäßig angeordnete Giebel, Inschrifttafel: „Ich und mein Haus wir wollen dem Herrn dienen 1892“, Architekt Lange aus Leipzig. | 09237678 |

## Schönfels
| Bild                                    | Bezeichnung | Lage                           | Datierung                  | Beschreibung | ID       |
| --------------------------------------- | --- | ------------------------------ | -------------------------- | --- | -------- |
| Direkt Bild zu diesem Denkmal hochladen | Kriegerdenkmal für Gefallene des Ersten Weltkrieges | Altrottmannsdorf (Karte)       | nach 1918 (Kriegerdenkmal) | Ortsgeschichtlich von Bedeutung. Fünfstufiger Sockel, darauf viereckiger Sockel mit Eisernem Kreuz und Schriftband. | 09237809 |
| Direkt Bild zu diesem Denkmal hochladen | Häuslerhaus und Seitengebäude | Altrottmannsdorf 6 (Karte)     | 2. Hälfte 19. Jahrhundert  | Baugeschichtlich und sozialgeschichtlich von Bedeutung, Fachwerkbauten, Teil der alten Ortsstruktur. - Wohnhaus: Erdgeschoss massiv, Fachwerk-Obergeschoss verbrettert, - Seitengebäude: Fachwerk, Satteldach. 2005 Wohnhaus teilsaniert, Nebengebäude unsaniert. | 09237813 |
| Direkt Bild zu diesem Denkmal hochladen | Scheune und Stallscheune eines Vierseithofes | Altrottmannsdorf 14 (Karte)    | 1. Hälfte 19. Jahrhundert  | Beispiel für die Fachwerkbauweise, baugeschichtlich von Bedeutung. - Scheune: Steinsockel, Fachwerk, Satteldach, - Stallscheune: Bruchsteinsockel verputzt, Obergeschoss preußisches Fachwerk, Satteldach. | 09237814 |
| Direkt Bild zu diesem Denkmal hochladen | Scheune und Stallscheune eines Bauernhofes | Altrottmannsdorf 17 (Karte)    | Mitte 19. Jahrhundert      | Baugeschichtlich von Bedeutung, sehr gut erhaltenes Beispiel für die Fachwerkbauweise, straßenbildprägend. - Scheune: Sockel Ziegelmauerwerk, Fachwerkgefache mit Ziegel gefüllt, - Stallscheune: Sockel Ziegelmauerwerk, Obergeschoss Fachwerk mit Ziegelmauerwerk gefüllt. | 09237812 |
| Direkt Bild zu diesem Denkmal hochladen | Scheune, Stallscheune und Seitengebäude eines Vierseithofes | Altrottmannsdorf 19 (Karte)    | 2. Hälfte 18. Jahrhundert  | Weitgehend authentisch erhaltener Bauernhof in Fachwerkbauweise, baugeschichtlich von Bedeutung. - Scheune: Fachwerk, Giebel verschiefert, - Stallscheune: Erdgeschoss massiv, Fachwerk-Obergeschoss, - Seitengebäude: Erdgeschoss massiv, verputzt, Fachwerk-Obergeschoss verschiefert. | 09237810 |
| Direkt Bild zu diesem Denkmal hochladen | Wohnhaus und Seitengebäude eines Dreiseithofes | Altrottmannsdorf 20 (Karte)    | 1. Hälfte 19. Jahrhundert  | Beispiel für die Fachwerkbauweise, baugeschichtlich von Bedeutung, integraler Bestandteil der Ortsstruktur. - Wohnhaus: Erdgeschoss massiv, verputzt, Obergeschoss: Fachwerk, Giebel verbrettert, - Scheune: Erdgeschoss massiv, verputzt, Fachwerk-Obergeschoss, - Stallscheune: Erdgeschoss massiv, verputzt, Fachwerk-Obergeschoss. Scheune gestrichen 29. Mai 2001. | 09237811 |
|                                         | Häuslerhaus | Burgstraße 26 (Karte)          | um 1800                    | Sozialgeschichtlich von Bedeutung, mit Fachwerk-Obergeschoss, Teil der alten Ortsstruktur. Erdgeschoss massiv, Fachwerk-Obergeschoss, Krüppelwalmdach. | 09237829 |
| Direkt Bild zu diesem Denkmal hochladen | Wohnstallhaus und Seitengebäude eines Rittergutes | Burgstraße 31; 33; 35 (Karte)  | Anfang 20. Jahrhundert     | Ortshistorisch bedeutsame Fachwerkbauten. - Wohnhaus: Teils verputzt, teils Fachwerk, Korbbogenportal, Fachwerk-Obergeschoss, Satteldach, - Seitengebäude: Erdgeschoss verputzt, Fachwerk-Obergeschoss, Ladeluken. | 09237828 |
| Direkt Bild zu diesem Denkmal hochladen | Wohnhaus | Burgstraße 32 (Karte)          | Mitte 19. Jahrhundert      | Ortsgeschichtlich von Bedeutung, im Kontext zur Burg stehender Massivbau. Zweigeschossiges Wohnhaus, verputzt, Krüppelwalmdach, Steinsockel. | 09237827 |
| Weitere Bilder                          | Burg Altschönfels: Burg mit Bergfried, Kapelle und Vorburg | Burgstraße 34 (Karte)          | Ende 12. Jahrhundert       | Baugeschichtlich, ortsgeschichtlich und ortsbildprägend von Bedeutung, seit 1975 Museum, landschaftsbeherrschender Charakter, Zeugnis eines mittelalterlichen Feudalsitzes. Einzeldenkmale der Sachgesamtheit (siehe auch Obj. 09302111): - Burg: Gut erhaltene spätmittelalterliche Höhenburg auf Diabaskegel, Seit 1548 Altschönfels genannt. Unter den Herren von Weißbach (1474–1580) größere bauliche Veränderungen (Kemenate, Archiv, Kapelle). 1770–1945 im Besitz der Familie von Römer. Geschlossene Anlage mit zwei Höfen, im Zentrum Bergfried und Zugang zur Kapelle. Im Burghof zweigeschossige Bebauung mit umlaufender Galerie (um 1480) an zwei Seiten, gedeckter Wehrgang, an der Nordmauer Allianzwappen. - Kemenate: Um 1480, Bohlenstube mit Kehlbalken und Renaissancebemalung, Kielbogentür, Holzpfeiler mit Fischblasenmaßwerk im Nebenraum. Archiv mit Netzrippengewölbe und Schlusssteinen, bezeichnet „1772“. - Kapelle: Quadratischer zweijochiger Raum mit Netzgewölbe, Ende 15. Jahrhundert, Maßwerkfenster, Empore Mitte 17. Jahrhundert, beachtlicher Flügelaltar von Matthias Krodel d. J. um 1600, reich verzierte Kanzel. - Orgel: Einzigartige kleine Barockorgel, um 1730, zweimanualig, 1985–1987 von Rühle wiederhergestellt. - Försterhaus: 1607 und 1681 laut dendrochronologischer Untersuchung am Dachstuhl, Dachwerk links vom Zugang 1652 Dendro datiert. | 09237821 |
| Weitere Bilder                          | Sachgesamtheit Burg Altschönfels und der Burgberg (mit Ringmauern und Resten der Gräben) als Sachgesamtheitsteil | Burgstraße 34 (Karte)          | Ende 12. Jahrhundert       | Baugeschichtlich, ortsgeschichtlich und ortsbildprägend von Bedeutung, seit 1975 Museum, landschaftsbeherrschender Charakter, Zeugnis eines mittelalterlichen Feudalsitzes. Sachgesamtheit Burg Altschönfels, mit den Einzeldenkmalen (siehe Obj. 09237821) und dem Burgberg (mit Ringmauern und Resten der Gräben) als Sachgesamtheitsteil. Einzeldenkmale siehe oben. | 09302111 |
| Direkt Bild zu diesem Denkmal hochladen | Häuslerhaus | Ebersbrunner Straße 3 (Karte)  | um 1800                    | Sozialgeschichtlich von Bedeutung, mit Fachwerk-Obergeschoss, Blickpunkt in der Ortsmitte. Erdgeschoss massiv, Obergeschoss Fachwerk, Giebel verkleidet. | 09237825 |
| Direkt Bild zu diesem Denkmal hochladen | Wohnhaus | Ebersbrunner Straße 7 (Karte)  |                            | | 09237824 |
| Direkt Bild zu diesem Denkmal hochladen | Häuslerhaus mit Seitengebäude des Häusleranwesens | Ebersbrunner Straße 19 (Karte) | 1. Hälfte 19. Jahrhundert  | Sozialgeschichtlich von Bedeutung, weitgehend authentisch erhalten, mit Fachwerk-Obergeschoss. Zweigeschossiges Wohnhaus, Erdgeschoss massiv, Obergeschoss Fachwerk verkleidet, zweigeschossiger massiver Anbau mit Flachdach, sonst Satteldach, Seitengebäude: massiv, Pultdach. | 09237844 |
| Direkt Bild zu diesem Denkmal hochladen | Häuslerhaus | Grundstraße 2 (Karte)          | 1. Hälfte 19. Jahrhundert  | Zeittypische und ortstypische Bauform, mit Fachwerk-Obergeschoss, baugeschichtlich und sozialgeschichtlich von Bedeutung. Zweigeschossiges Wohnhaus, Erdgeschoss teils massiv, teils Fachwerk, Obergeschoss Fachwerk, Giebel verbrettert, Krüppelwalmdach. | 09237841 |
| Direkt Bild zu diesem Denkmal hochladen | Scheune und Stallscheune eines Dreiseithofes | Grundstraße 8 (Karte)          | 1. Hälfte 19. Jahrhundert  | Ortsgeschichtlich bedeutend, ortsbildprägende Fachwerkbauten. - Scheune: Steinsockel, Fachwerk, - Stallscheune: Erdgeschoss massiv, Fachwerk-Obergeschoss verkleidet. | 09237816 |
| Direkt Bild zu diesem Denkmal hochladen | Wohnstallhaus eines Bauernhofes | Grundstraße 10 (Karte)         | um 1800                    | Teil der alten Ortsbebauung, strebenreiches Fachwerk, baugeschichtlich von Bedeutung. Sockel massiv, Fachwerk-Obergeschoss, Krüppelwalmdach. | 09237817 |
| Weitere Bilder                          | St.-Martins-Kirche mit Ausstattung, sowie Grabplatte und Gefallenendenkmal des deutsch-französischen Krieges an der Kirche | Kirchberg (Karte)              | Kern romanisch             | Ortsbildprägend und weithin sichtbar, ortsgeschichtlich von Bedeutung, im Kern romanische Saalkirche. Einzeldenkmale der Sachgesamtheit St.-Martins-Kirche und Kirchhof Schönfels (siehe Obj. 09302114): - Saalkirche: Im Kern romanisch, Umbau 1625–1628, verputzter Bau mit 3/8-Chor, Nordturm und rundem Treppenturm, Anbauten im Norden und Westen, Rundbogenpforte zwischen Turm und Saal, - Innen: Holzdecke, an drei Seiten Emporen, im Chor zwei Logen, Epitaphaltar, spätgotischer Schnitzaltar, südlich Chorwand und Strahlenkranzmadonna, in Chorwand Grabplatte der Familie von Milban (1618) und ein - Gefallenendenkmal für die Opfer des deutsch-französischen Krieges, nach 1871. | 09237820 |
| Weitere Bilder                          | Sachgesamtheit St.-Martins-Kirche und Kirchhof Schönfels | Kirchberg (Karte)              | um 1200                    | Ortsbildprägend und weithin sichtbar, ortsgeschichtlich von Bedeutung. Sachgesamtheit mit den Einzeldenkmalen Kirche mit Ausstattung sowie Grabplatte und Gefallenendenkmal des deutsch-französischen Krieges 1870/71 an der Kirche (siehe Obj. 09237820) und dem Kirchhof mit Einfriedung als Sachgesamtheitsteile. | 09302114 |
|                                         | Schule und benachbarte Scheune | Kirchberg 3 (Karte)            | 2. Hälfte 19. Jahrhundert  | Schule ortsgeschichtlich bedeutsames Gründerzeitgebäude, Fachwerk–Scheune baugeschichtlich von Bedeutung und im Zusammenhang mit Kirche und Alten Schule im Ortskern bedeutsam. - Schule: Schlichter zweigeschossiger Putzbau mit flachem Mittelrisalit, Gliederung durch Backsteingewände, Satteldach. - Scheune: Steinsockel, Fachwerk, ohne Anbauten. | 09237836 |
| Direkt Bild zu diesem Denkmal hochladen | Häuslerhaus | Kirchsteig 2 (Karte)           | um 1800                    | Sozialhistorischer Wert, teils massiv, teils Fachwerk. Wohnhaus teils massiv, teils Fachwerk, Satteldach, eingeschossig. | 09237805 |
| Direkt Bild zu diesem Denkmal hochladen | Mietshaus | Mittelstraße 3 (Karte)         |                            | | 09237822 |
| Direkt Bild zu diesem Denkmal hochladen | Wohnhaus, Scheune und Seitengebäude (mit Oberlaube) eines Vierseithofes | Mittelstraße 5 (Karte)         | Anfang 18. Jahrhundert     | Weitgehend geschlossen erhaltene Hofanlage in Fachwerkbauweise, Seltenheitswert Seitengebäude mit Oberlaube. - Wohnhaus: massiver Sockel, Fachwerk-Obergeschoss, Krüppelwalmdach, Giebel verbrettert, - Scheune: Fachwerk, - Stallscheune: Fachwerk mit Oberlaube mit fünf Jochen. | 09237823 |
| Weitere Bilder                          | Postmeilensäule | Neumarker Straße (Karte)       | bezeichnet 1731            | Rest einer Ganzmeilensäule aus Kirchberger Granit, obeliskartiger Aufbau, kurzes, würfelartiges Kapitell anstelle des Oberteils, verkehrsgeschichtlich von Bedeutung. Rest einer Ganzmeilensäule aus Kirchberger Granit, Inschriften „1731“ und das Posthornzeichen. Ursprünglicher Standort war zwischen Schönfels und Altrottmannsdorf, gehörte zum Postkurs Dresden–Hof. Säule ging im Laufe der Zeit verschüttet, 1939 wiederentdeckt und an der Abzweigung der Stenner Straße aufgestellt, nach Straßenausbau an den heutigen Standort versetzt. Oberteil wurde durch ein kurzes, würfelartiges Kapitell ersetzt. | 09237843 |
| Direkt Bild zu diesem Denkmal hochladen | Schule | Schulberg 5 (Karte)            | 1905                       | Stattlich, historisierend mit Sandsteinsockel, sonst Backstein, Fassade von zwei Reihen Rundbogenfenstern unterteilt, Lisenengliederung, durch Putzflächen gegliedert, ortsgeschichtlich bedeutend. | 09237835 |
| Direkt Bild zu diesem Denkmal hochladen | Pfarrhaus | Schulberg 6 (Karte)            | um 1800                    | Orts-, bau- und kirchengeschichtlich bedeutsamer Fachwerkbau, mit Rundbogenportal. Breitgelagerter Bau, zweigeschossig, Erdgeschoss: massiv, Obergeschoss: Fachwerk, Rundbogenportal mit Schlussstein, Sandsteingewände, Satteldach, Giebel teilweise verschiefert. | 09237819 |
| Direkt Bild zu diesem Denkmal hochladen | Rittergut und Schloss Neuschönfels: Schloss, Glockenturm im Park, Einfriedungsmauern und Rundbau an der Schlosszufahrt | Siedlerstraße 20 (Karte)       | 16. Jahrhundert (Schloss)  | Nach der Weißenbachschen Erbteilung 1548 als eigene Grundherrschaft begründet, von baugeschichtlicher und regionalhistorischer Bedeutung, Renaissanceschloss, neogotisch überformt. Einzeldenkmale der Sachgesamtheit (siehe Obj. 09302116) Erfassungstext 1999 mit Ergänzung von 2008: Massiver, zweigeschossiger verputzter Bruchsteinbau mit Dachausbau, Giebelhäuser, Runderker an Gebäudeecke (restauriert), großes Eingangsportal aus Porphyrtuff, (bis 2008 irrtümlich erfasst unter Straße der Einheit 5) Auszug aus der Denkmalpflegerischen Zielstellung von 2001: "1. Allgemeines Das auf einem Bergsporn errichtete Schloss Neuschönfels liegt westlich direkt der Burg Altschönfels gegenüber und ist von dieser durch das hier tief eingeschnittene Tal des Schönfelser Baches getrennt. Neuschönfels wurde nach der Weißenbachschen Erbteilung 1548 als eigene Grundherrschaft begründet. Das Schloss entstand wohl unmittelbar danach und war der Wohnsitz der Rittergutsherrschaft. Eine Zwingmauer verbindet das Schloss mit dem unweit südlich gelegenen „Saigerturm“ (Glockenturm) und ansehnliche Wirtschaftsgebäude bilden einen regelmäßigen Hof, der sich nordwestlich des Schlosses erstreckt. Heute sind die Gebäude des Rittergutes in viele Eigentümer aufgeteilt und eine Straße quert den ehemaligen Wirtschaftshof, so dass nur noch dem kundigen Auge die ehemalige Geschlossenheit der Anlage erkennbar wird. Das Schloss bildet mit dem niedrigen gedrungenen Rundbau mit Schießscharten südwestlich, dem oktogonalen Glockenturm südöstlich, der massiven Einfriedung und der kleinen Gartenanlage eine untrennbare Sachgesamtheit, die von drei Verkehrsflächen, der Hauptzuwegung mit platzartiger Aufweitung vor dem Eingangsportal im Westen und den zwei Fußgängerpfaden im Norden und Osten inselgleich umgeben wird. 2. Schloss 2.1. Denkmalwertigkeit Der zweigeschossige Massivbau des Schlosses wurde um 1550 in einem Zuge durch die von Weißenbach errichtet. Er ging mit dem Rittergut 1686 in den Besitz der gräflichen Boseschen Familie über, die es bis in das 19. Jahrhundert besaß. 1831 kaufte die Gesamtanlage Friedrich Moritz Hempel aus Zwickau. Nach mehrfachem Besitzerwechsel erwarb es 1899 Gerhard Uhlig. Das Schloss beherbergte zuletzt im Erdgeschoss die Gemeindeverwaltung Schönfels, im ersten Obergeschoss Sparkasse und Kindergarten, im ersten Dachgeschoss zwei Wohnungen sowie das Archiv der Gemeindeverwaltung und im zweiten Dachgeschoss Abstellräume. Zurzeit ist es leerstehend. Das Haus erhebt sich über rechteckigem Grundriss mit aus Bruchstein bestehenden mächtigen Außen- und Innenwänden. Gewölbte massive Unterkellerungen sind im Bereich unter den mittigen, die gesamte Haustiefe einnehmenden Flur, dem Stiegenhausanbau im Osten und unter dem Nordostzimmer bekannt. Die Kämpfer der rundbogigen Gewölbe liegen etwa 80 cm über Oberkante Fußboden. Das Mauerwerk besteht aus Bruchstein und im Scheitel der Gewölbe aus Ziegel–Lehmputz. Der Boden ist mit Ziegeln belegt. Das Erdgeschoss bestand ursprünglich aus dem großen mittigen Flur und je zwei umfänglichen Räumen an den Flanken. Die Räume E1, E2 und E3 sind überwölbt. Raum E4 war vom Flur und vom Raum E3 zugängig, er ist mit einer profilierten Holzbalkendecke geschlossen. Auch Raum E5 ist mit einer geständerten Tonne überwölbt. Alle weiteren Zwischenwände wurden später eingefügt, darauf verweisen die bauzeitlichen Portale (P1 bis P5). Einer Prüfung bedarf, ob sich zwischen Raum E1 und E2 ebenfalls ein Portal befand. Sehr wahrscheinlich zeigte der große mittige Flur ehemals ebenfalls eine profilierte Balkendecke. Raum E6 ist ein Anbau – sehr wahrscheinlich aus der Zeit nach 1893. Das Obergeschoss zeigte ursprünglich die gleiche Raumstruktur wie das Erdgeschoss, bestehend aus mittigem Flur und zugeordneten vier Räumen (Räume O1 bis O4). Der Zugang erfolgte hier wie dort vom Stiegenhaus (Raum E5 und O5). Nur im Raum O4 blieb die bauzeitliche Holzbalkendecke teilweise sichtbar. Alle anderen Decken erhielten glatten Verputz. Vergleichbar den Herrenhäusern in Frankenberg oder Chemnitz-Klaffenbach wurde vielleicht Anfang des 19. Jahrhunderts in guten neugotischen Formen im großen mittigen Flur eine repräsentative Verbindung zwischen Erd- und Obergeschoss geschaffen und die Treppenanlage des Stiegenhauses geschliffen. Auf die bauzeitliche Raumstruktur weisen auch hier die Rundbogenportale (P1 bis P6) hin, wenngleich nicht in jedem Fall Versetzungen oder Kopieherstellungen ausgeschlossen werden können. Dielungen bilden alle Bodenbeläge. Zum Raum O4 gehört der charakteristische Runderker. Der gesamte Dachbereich ist ebenso weitgehend bauzeiteinheitlich. Das hohe Satteldach mit den Zwerchhäusern baut sich in drei Kehlbalkenebenen auf, wobei der liegende Stuhl im ersten Dachgeschoss und die Konstruktion der beiden Hängesäulen über das zweite, dritte und vierte Dachgeschoss trotz vielfältiger Zutaten und Veränderungen in ihrer Lesbarkeit von besonderer Singularität sind. Von gutem Entwurf ist ebenso die Treppe (wohl Anfang 19. Jahrhundert) vom Obergeschoss zum Dachgeschoss im Raum O2. Die Anbindung der Zwerchhausdächer in das Hauptdach ist weitgehend als Original zu bezeichnen. Die äußere Gestalt des Schlosses trägt, wie kaum ein zweiter Bau in der Region, durch die Gebäudeproportionierung, die Dachform, die erhaltenen Zwerchhäuser, den Erker mit der einfachen Rundkonsole, dem Hauptportal und den im Giebel noch vorhandenen profilierten Fenstergewänden renaissancehaften Charakter. Die spitzbogig geschlossenen Fenster sind vermutlich neugotisch. Sie wurden wohl zeitgleich mit der neuen Haupttreppe Anfang des 19. Jahrhunderts eingebracht. Die am Ostanbau lesbare Datierung 1893 bezieht sich auf den damals erfolgten Neuabputz des Hauses. Größere bauliche Veränderungen nennt die 1859 beginnende Bauakte nicht. Die Anbauten der Terrasse und der Klosettanlage sind das Ergebnis von baulichen Eingriffen 1907 oder 1911. Vielleicht brach man damals auch die breiten, mit einem Segmentbogen überspannten Fenster ein." | 09237815 |
| Weitere Bilder                          | Sachgesamtheit Rittergut und Schloss Neuschönfels, mit den Einzeldenkmalen: - Schloss, - Glockenturm im Park, - Einfriedungsmauern und Rundbau an der Schlosszufahrt (siehe Obj. 09237815, Siedlerstraße 20), - Ehemaliger Stall eines Wirtschaftsgebäudes (siehe Obj. 09303577, Siedlerstraße 23) sowie dem - Schlosspark (Gartendenkmal) | Siedlerstraße 20; 23 (Karte)   | 16. Jahrhundert (Schloss)  | Nach der Weißenbachschen Erbteilung 1548 als eigene Grundherrschaft begründet, von baugeschichtlicher und regionalhistorischer Bedeutung, Renaissanceschloss, neogotisch überformt. Denkmaltext: Auf einer kleinen Anhöhe, getrennt durch einen Taleinschnitt gegenüber der aus der Zeit um 1200 stammenden Burg Schönfels liegt das Schloss Neu Schönfels. Die Besonderheit des Objektes liegt in der weitgehend erhaltenen Originalität des Baues als authentischer, früher Vertreter der Renaissance für die Mitte des 16. Jahrhunderts in Sachsen und sogar im Bundesgebiet begründet. Renaissanceformen des nachweislich 1550 entstandenen Hauses sind in den zwei Vollgeschossen, der untersten Ebene des Dachgeschosses mit seinen zwei gewaltigen Zwerchhäusern und im Erkertürmchen an der Südwest–Ecke vorhanden. Insbesondere beeindrucken die zahlreichen reichverzierten Renaissanceportale im Kontext mit der noch erbauungszeitlichen Grundrissstruktur. Letztere teilt die zwei Hauptebenen einheitlich in je fünf Räume auf, wobei der zentrale Raum vermutlich schon damals, jedoch sicher ab dem 19. Jahrhundert zur Erschließung der Hausebenen genutzt wurde. Im 19. Jahrhundert erfolgten begrenzte Umbauten im Stil der Neogotik. Von ausgezeichneter Qualität ist die dabei entstandene Treppenanlage. Trotz verschiedener nachfolgender Nutzungen blieb der Charakter des Schlosses als Renaissanceanlage einschließlich der Architekturdetails des 19. Jahrhunderts weitestgehend erhalten. (LfD/2011) Massiver, zweigeschossiger verputzter Bruchsteinbau mit Dachausbau, Giebelhäuser, Runderker an Gebäudeecke (restauriert), großes Eingangsportal aus Porphyrtuff, (bis 2008 irrtümlich erfasst unter Straße der Einheit 5). | 09302116 |
| Direkt Bild zu diesem Denkmal hochladen | Ehemaliger Stall eines Wirtschaftsgebäudes eines Rittergutes | Siedlerstraße 23 (Karte)       |                            | Einzeldenkmal der Sachgesamtheit Rittergut und Schloss Neuschönfels (siehe Obj. 09302116). | 09303577 |
| Direkt Bild zu diesem Denkmal hochladen | Häuslerhaus mit Anbau | Sperlingsberg 13 (Karte)       | 2. Hälfte 18. Jahrhundert  | Baugeschichtlich und sozialgeschichtlich von Bedeutung, Fachwerkbau, auch Erdgeschoss teilweise in Fachwerk, gutes Beispiel für die Holzbauweise. - Zweigeschossiges Wohnhaus: Erdgeschoss massiv, teils Fachwerk, originale Tür, Obergeschoss: Fachwerk-Giebel verschiefert, Satteldach, Kronendeckung. - Anbau: Erdgeschoss massiv, Obergeschoss Fachwerk. | 09237842 |
| Direkt Bild zu diesem Denkmal hochladen | Häuslerhaus | Voigtsgrüner Straße 16 (Karte) | 1. Hälfte 18. Jahrhundert  | Sozialgeschichtlich von Bedeutung, mit Fachwerk-Obergeschoss, liegt im Zentrum der Ansiedlung, ortsbildprägend. Zweigeschossiges Wohnhaus, Erdgeschoss: massiv, Obergeschoss: Fachwerk, Giebel verkleidet, Satteldach. | 09237807 |
| Direkt Bild zu diesem Denkmal hochladen | Häuslerhaus (mit hakenförmigem Grundriss) | Voigtsgrüner Straße 19 (Karte) | 1. Hälfte 19. Jahrhundert  | Sozialgeschichtlich von Bedeutung, Beispiel für die Holzbauweise. Zweigeschossiges Wohnhaus mit hakenförmigem Grundriss, Erdgeschoss massiv, Fachwerk-Obergeschoss, zum Teil verschiefert. | 09237808 |
| Direkt Bild zu diesem Denkmal hochladen | Straßenbrücke | Zwickauer Straße (Karte)       | 19. Jahrhundert            | Einbogige Steinbrücke, verkehrsgeschichtliche Bedeutung. | 09237847 |
| Direkt Bild zu diesem Denkmal hochladen | Wohnhaus | Zwickauer Straße 6 (Karte)     | 1. Hälfte 18. Jahrhundert  | Baugeschichtlich und sozialgeschichtlich von Bedeutung, Erdgeschoss und Obergeschoss Fachwerk mit altertümlicher Konstruktion von Seltenheitswert, ortsbildprägende Lage unterhalb des Burgbergs Altschönfels. Zweigeschossiges Wohnhaus auf Steinsockel, Erdgeschoss und Obergeschoss Fachwerk, oben verbrettert, Fachwerk aus zwei Bauphasen, teils mit Kopfband. | 09237840 |
| Direkt Bild zu diesem Denkmal hochladen | Wohnhaus | Zwickauer Straße 7 (Karte)     | 18. Jahrhundert            | Baugeschichtlich von Bedeutung, Fachwerkbau, Fachwerk zum Teil auch im Erdgeschoss (Seltenheitswert), ortsbildprägende Lage unterhalb des Burgbergs Altschönfels. Zweigeschossiges Wohnhaus, Erdgeschoss: teils massiv, teils Fachwerk, Obergeschoss: Fachwerk, Mansardwalmdach. | 09237839 |
| Direkt Bild zu diesem Denkmal hochladen | Wohnhaus eines Häusleranwesens | Zwickauer Straße 11 (Karte)    | 1. Hälfte 19. Jahrhundert  | Sozialgeschichtlich von Bedeutung, ortsbildprägender Fachwerkbau unterhalb des Burgbergs Altschönfels. Zweigeschossiges Wohnhaus, Erdgeschoss massiv, Obergeschoss Fachwerk, saniert, Terrassenanbau!, Giebel verbrettert, Satteldach. | 09237838 |
| Direkt Bild zu diesem Denkmal hochladen | Mietshaus | Zwickauer Straße 14 (Karte)    | um 1900                    | Straßenbildprägender gründerzeitlicher Klinkerbau, baugeschichtlich von Bedeutung. Zweigeschossiges Wohnhaus aus Backsteinmauerwerk, im Obergeschoss stark profilierte Fenstergewände und plastischer Schmuck an den Bekrönungen, Satteldach, Giebelaufbau. | 09237818 |
| Direkt Bild zu diesem Denkmal hochladen | Häuslerhaus über winkelförmigem Grundriss | Zwickauer Straße 15 (Karte)    | um 1800                    | Sozialgeschichtlich von Bedeutung, Fachwerkbau, Teil der alten Ortsbebauung. Zweigeschossiges Wohnhaus, Erdgeschoss massiv, Obergeschoss Fachwerk, Walmdach, mit angebauten Nebengebäuden, massiv, verputzt, Satteldach. | 09237834 |
| Direkt Bild zu diesem Denkmal hochladen | Häuslerhaus über winkelförmigem Grundriss | Zwickauer Straße 17 (Karte)    | um 1800                    | Sozialgeschichtlich von Bedeutung, Fachwerkbau, Teil der alten Ortsbebauung. Zweigeschossiges Wohnhaus, Erdgeschoss massiv, Obergeschoss Fachwerk, Giebel verbrettert. | 09237833 |
| Direkt Bild zu diesem Denkmal hochladen | Schmiede | Zwickauer Straße 22 (Karte)    | bezeichnet 1958            | Ortsgeschichtlich bedeutsam, im Heimatstil mit Fachwerk-Giebel, Putzbau, im Giebel Fachwerk, im Erdgeschoss Werkstatt, im Obergeschoss Wohnungen, in Funktion und Zeit Seltenheitswert. | 09237832 |
| Direkt Bild zu diesem Denkmal hochladen | Gasthof mit Anbau | Zwickauer Straße 23 (Karte)    | bezeichnet 1798            | Stattlicher barocker Bau im Ortszentrum, mit Segmentbogenportal, ortsgeschichtlich bedeutsam. Zweigeschossiger Putzbau, Rundbogenportal mit Schlussstein, Mansardwalmdach, stattlicher breitgelagerter Bau. | 09237831 |
| Direkt Bild zu diesem Denkmal hochladen | Wohnhaus | Zwickauer Straße 24 (Karte)    | um 1800                    | Baugeschichtlich und sozialgeschichtlich von Bedeutung, mit Fachwerk-Obergeschoss, bildprägender Teil der alten Ortsstruktur. Wohnhaus, Erdgeschoss massiv, Fachwerk-Obergeschoss, Giebel verschiefert. | 09237830 |
| Direkt Bild zu diesem Denkmal hochladen | Wohnhaus eines Bauernhofes | Zwickauer Straße 26 (Karte)    | Ende 18. Jahrhundert       | Baugeschichtlich von Bedeutung, strebenreiches Fachwerk, Beispiel für die Holzbauweise. Erdgeschoss massiv, Fachwerk-Obergeschoss, Giebel verschiefert, Krüppelwalmdach, Kronendeckung. | 09237826 |

## Stenn
| Bild                                    | Bezeichnung                                                                                      | Lage                                        | Datierung                                       | Beschreibung | ID       |
| --------------------------------------- | ------------------------------------------------------------------------------------------------ | ------------------------------------------- | ----------------------------------------------- | --- | -------- |
| Direkt Bild zu diesem Denkmal hochladen | Wohngebäude und zwei Scheunen eines Vierseithofes                                                | Am Berg 4 (Karte)                           | 1. Hälfte 19. Jahrhundert                       | Teil der alten Ortsstruktur, bemerkenswerte Beispiel für die Holzbauweise, baugeschichtlich von Bedeutung. - Wohngebäude: Erdgeschoss massiv, Fachwerk-Obergeschoss schieferverkleidet, Krüppelwalmdach, (Wohngebäude saniert und im Erdgeschoss verändert), - Scheune: Fachwerk, Satteldach mit Kronendeckung, - Zweite Scheune: Teils massiv, Reste von Fachwerk, Kronendeckung, Krüppelwalmdach heruntergezogen. | 09237721 |
| Direkt Bild zu diesem Denkmal hochladen | Seitengebäude und Scheune eines Dreiseithofes                                                    | Am Wasserwerk 2 (Karte)                     | 2. Hälfte 19. Jahrhundert                       | Ortsbildprägende Fachwerkbauten, baugeschichtlich von Bedeutung, Teil der alten Ortsstruktur. - Stallscheune (Seitengebäude): Erdgeschoss massiv, Garageneinbau, Fachwerk-Obergeschoss, große Ladeluke, rückseitig Erdgeschoss massiv und Obergeschoss schieferverkleidet, - Scheune 1: Erdgeschoss teilweise massiv, ansonsten verbrettert, - Scheune 2 (Feldscheune): Ausgelagert außerhalb des Hofes parallel zur Straße, Fachwerk verbrettert mit Drempel, Satteldach – Feldscheune vor 2010 abgebrochen. | 09237727 |
| Direkt Bild zu diesem Denkmal hochladen | Scheune und zwei Seitengebäude eines Vierseithofes                                               | Am Wasserwerk 7 (Karte)                     | 2. Hälfte 19. Jahrhundert                       | Baugeschichtlich von Bedeutung, Beispiel für die Holzbauweise, Teil der alten Ortsstruktur. - Scheune: Fachwerk, - Erstes Seitengebäude: Erdgeschoss massiv, Fachwerk-Obergeschoss mit verbrettertem Außenaufgang, - Zweites Seitengebäude: Erdgeschoss massiv, Fachwerk-Obergeschoss mit verbrettertem Außenaufgang, rückseitig Erdgeschoss massiv und Obergeschoss verbrettert. | 09237728 |
| Direkt Bild zu diesem Denkmal hochladen | Wohnhaus, Scheune und Seitengebäude eines Dreiseithofes                                          | Am Wasserwerk 9 (Karte)                     | um 1800                                         | Fachwerkbauten, baugeschichtlich von Bedeutung, Teil der alten Ortsstruktur. - Wohnhaus: Erdgeschoss massiv, Obergeschoss Fachwerk verbrettert, saniert, - Seitengebäude: Erdgeschoss massiv, Obergeschoss verbrettert, Garage, - Scheune: Fachwerk, Giebelwand verkleidet. 2005 Wohnhaus und Seitengebäude unsaniert, Scheune gefährdet. | 09237729 |
| Direkt Bild zu diesem Denkmal hochladen | Häuslerhaus                                                                                      | Am Wasserwerk 17 (Karte)                    | Mitte 19. Jahrhundert                           | Sozial- und baugeschichtlich von Bedeutung, mit Fachwerk-Obergeschoss. Erdgeschoss massiv, Fachwerk-Obergeschoss, Giebel verschiefert. | 09237730 |
| Weitere Bilder                          | Auferstehungskirche und Kirchhof Stenn: Kirche, Kapelle und Kirchhofeinfriedung                  | An der Kirche (Karte)                       | 1895/1896                                       | Kirche von Rudolf Schilling und Julius Graebner im Stil eines späten Historismus, künstlerisch und kunsthistorisch bedeutende Kirche, ortsbildprägend, größter ländlicher Sakralbau der Dresdner Architekten Schilling & Gräbner. Einzeldenkmale der Sachgesamtheit (siehe auch Obj. 09302110): - Kapelle: Putzbau (kleiner saalähnlicher Massivbau) mit Zwillingsfenstern, profiliertes Portal, Okulus, Holzkreuz als Giebelabschluss, Satteldach, - Kirche: Asymmetrisch verputzter Bau mit dreiseitigem Schluss im Westen, Westfassade im Stil der Neuromanik mit offener Vorhalle, aufwendiges Portal im Stil der Neorenaissance im Westen, Nordturm über quadratischem Grundriss, Turmspitze fehlt seit 1979. (bis 2008 irrtümlich unter An der Kirche 4 in der Denkmalliste)       | 09237720 |
| Direkt Bild zu diesem Denkmal hochladen | Sachgesamtheit Auferstehungskirche und Kirchhof Stenn sowie dem Kirchhof als Sachgesamtheitsteil | An der Kirche (Karte)                       | 1895–1896                                       | Kirche von Rudolf Schilling und Julius Gräbner im Stil des Späthistorismus, künstlerisch und kunsthistorisch bedeutende Kirche, ortsbildprägend, größter ländlicher Sakralbau der Dresdner Architekten Schilling & Gräbner. Sachgesamtheit mit den Einzeldenkmalen: Kirche, Kapelle, Kirchhofeinfriedung (siehe Obj. 09237720) und dem Kirchhof als Sachgesamtheitsteil. | 09302110 |
| Direkt Bild zu diesem Denkmal hochladen | Kriegerdenkmal für die Gefallenen des Deutsch-Französischen Krieges mit Einfriedung              | An der Kirche 22 (vor) (Karte)              | bezeichnet 1889 (Kriegerdenkmal Dt.-frz. Krieg) | Granitobelisk mit Eisernem Kreuz, umfriedet, ortsgeschichtlich von Bedeutung. | 09237719 |
| Direkt Bild zu diesem Denkmal hochladen | Wohnhaus mit Scheune und angebautem Stallgebäude eines Häusleranwesens                           | Juri-Gagarin-Straße 2 (Karte)               | Ende 19. Jahrhundert                            | Geschlossene, gut erhaltene Anlage am Ortsrand, sozialgeschichtlich von Bedeutung. - Wohnhaus: Eingeschossig, verputzt, erhaltene Fenstergewände, Satteldach, - Scheune: Verbrettert, - Stall: Preußisches Fachwerk. | 09237706 |
| Direkt Bild zu diesem Denkmal hochladen | Häuslerhaus                                                                                      | Juri-Gagarin-Straße 23 (Karte)              | 1. Hälfte 19. Jahrhundert                       | Mit Fachwerk-Obergeschoss, sozialgeschichtlich von Bedeutung, Teil des alten Ortsbildes. Zweigeschossiges Wohnhaus, Erdgeschoss: massiv, verputzt, Obergeschoss: Fachwerk, verschiefert, originale Fenster, Frackdach, Biberschwanzdeckung. | 09237714 |
| Direkt Bild zu diesem Denkmal hochladen | Stallscheune, Scheune und Seitengebäude eines Vierseithofes                                      | Juri-Gagarin-Straße 38 (Karte)              | um 1900                                         | Einheitlich nach Brand um 1900 errichtete Fachwerkbauten, geschlossen erhalten, baugeschichtlich von Bedeutung. - Stallscheune: Erdgeschoss massiv, Obergeschoss preußisches Fachwerk, Satteldach, - Scheune: Erdgeschoss massiv, preußisches Fachwerk, Satteldach, Biberschwanzdeckung, - Seitengebäude: Erdgeschoss massiv, Drempel, preußisches Fachwerk, Biberschwanzdeckung. | 09237712 |
| Direkt Bild zu diesem Denkmal hochladen | Wohnhaus                                                                                         | Juri-Gagarin-Straße 68 (Karte)              | um 1900                                         | Anspruchsvoll historisierend mit Fachwerkelementen, selten im Ortskontext, baugeschichtlich von Bedeutung. Wohnhaus: zweigeschossig, vielgliedriger Baukörper, verputzt, auf der Giebelseite: Fachwerk-Anklänge, Zierputz, originale Fenster, vorkragendes Dach, Heimatstil. | 09237711 |
| Direkt Bild zu diesem Denkmal hochladen | Wohnhaus einer Stellmacherei                                                                     | Juri-Gagarin-Straße 70 (Karte)              | 1. Hälfte 19. Jahrhundert                       | Von regionalhistorischer Bedeutung, mit Fachwerk-Obergeschoss. - Wohnhaus: Zweigeschossig, Erdgeschoss massiv, Obergeschoss Fachwerk, alte Tür, Satteldach, Krempziegel, hangseitig erweitert, - Scheune: Fachwerk, mit hölzernem Aufgang, Drempel, teilweise verbrettert, Satteldach, Biberschwanzdeckung, - Ehemalige Stellmacherwerkstatt: Erdgeschoss massiv, teils Lehm, Fachwerk-Obergeschoss verschiefert, Biberschwanzdeckung, sehr guter Originalzustand. - Ehemals Stellmacherei mit Wohnhaus, Stellmacherwerkstatt mit technischer Ausstattung und Scheune. 2003 Abbruch mit Genehmigung Stellmacherwerkstatt und Scheune, vor 2010 ABBRUCH vollzogen. | 09237710 |
| Direkt Bild zu diesem Denkmal hochladen | Seitengebäude eines Vierseithofes                                                                | Juri-Gagarin-Straße 71 (Karte)              | Anfang 18. Jahrhundert                          | Straßenbildprägender Fachwerkbau, baugeschichtlich von Bedeutung. Erdgeschoss Bruchsteinmauerwerk, Obergeschoss Fachwerk, Satteldach mit Schieferdeckung, Giebelseite schieferverkleidet. | 09237707 |
| Direkt Bild zu diesem Denkmal hochladen | Häuslerhaus                                                                                      | Juri-Gagarin-Straße 109 (Karte)             | um 1800                                         | Relikt der ländlichen Bauweise, mit Fachwerk-Obergeschoss, sozialgeschichtlich von Bedeutung. Zweigeschossiges Wohnhaus, Erdgeschoss massiv, Fachwerk-Obergeschoss, Satteldach, Giebelwand verbrettert, originale Fenstergröße. | 09237718 |
| Direkt Bild zu diesem Denkmal hochladen | Kriegerdenkmal für Gefallene des Ersten Weltkrieges                                              | Juri-Gagarin-Straße 109 (gegenüber) (Karte) | nach 1918 (Kriegerdenkmal)                      | Granitblock mit Tafel und Namen der Gefallenen, Adler und Eisernes Kreuz, kleiner parkähnlicher Ehrenhain, nachträglich für Gefallene des Zweiten Weltkrieges erweitert, ortsgeschichtlich von Bedeutung. | 09237717 |
| Direkt Bild zu diesem Denkmal hochladen | Häuslerhaus                                                                                      | Juri-Gagarin-Straße 130 (Karte)             | 1. Hälfte 19. Jahrhundert                       | Teil des alten Ortsbildes, mit Fachwerk-Obergeschoss, sozialgeschichtlich von Bedeutung. Zweigeschossiges Wohnhaus, Erdgeschoss: massiv, verputzt, Obergeschoss: Fachwerk, verbrettert, Satteldach, Denkmal ohne Anbauten. | 09237715 |
| Direkt Bild zu diesem Denkmal hochladen | Vierseithof mit Wohnhaus, Scheune, Stallscheune und Seitengebäude                                | Juri-Gagarin-Straße 154 (Karte)             | um 1800                                         | Original erhalten, gut erhaltenes Fachwerk in geschlossener Anlage, baugeschichtlich von Bedeutung. - Wohnhaus: Erdgeschoss massiv, Obergeschoss Fachwerk verkleidet, Satteldach mit Biberschwanzdeckung, Giebel verbrettert, - Scheune: Erdgeschoss massiv, Drempel Fachwerk, Satteldach mit Kronendeckung, - Zweite Scheune: Verbrettert, Satteldach. | 09237716 |
| Direkt Bild zu diesem Denkmal hochladen | Pfarrhaus (mit Gemeindesaal)                                                                     | Juri-Gagarin-Straße 160 (Karte)             | letztes Drittel 19. Jahrhundert                 | Ortsgeschichtlich bedeutend, Gründerzeitgebäude. Pfarrhaus, villenartiges Gebäude, verwinkelter Grundriss, Putzbau auf Steinsockel, Ecktürmchen mit Welscher Haube, eingeschossiger Gemeindesaal, Walmdach, Eingangstür original, Zierfachwerk. | 09237725 |
| Direkt Bild zu diesem Denkmal hochladen | Herrenhaus eines Rittergutes                                                                     | Kastanienberg 3 (Karte)                     | 1875                                            | Bau- und ortsgeschichtlich bedeutsam, dominante Lage am Hang, aufwändig gestaltetes Gründerzeitgebäude mit Staffelgiebeln. Zweigeschossiges Wohnhaus, stattliches Aussehen, Sockel: massiv, aufwendige Putznutung, Mittelrisalit mit Giebel, Säulen mit Nischen, schmuckverzierte Fenstergewände, gestaffelter Seitengiebel, Nischenfigur. | 09237708 |
| Direkt Bild zu diesem Denkmal hochladen | Scheune eines Vierseithofes                                                                      | Kastanienberg 7 (Karte)                     | 2. Hälfte 19. Jahrhundert                       | Teil der alten Ortsbebauung, wirtschafts- und baugeschichtlich von Bedeutung, Fachwerk-Scheune. Fachwerk, teilweise außen verbrettert, Satteldach. | 09237709 |
| Direkt Bild zu diesem Denkmal hochladen | Scheune und zwei Seitengebäude (mit Oberlaube) eines Vierseithofes                               | Neuplanitzer Weg 6 (Karte)                  | um 1800                                         | Baugeschichtlich und wirtschaftsgeschichtlich von Bedeutung, Fachwerk-Scheune, beide Seitengebäude durch Oberlauben mit Seltenheitswert. - Erstes Seitengebäude: Mit Oberlaube, Erdgeschoss massiv, Fachwerk-Obergeschoss, - Zweites Seitengebäude: Mit vierjochiger Oberlaube, - Scheune: Drempel, verbrettert, darunter Fachwerk, Giebelwand schieferverkleidet. | 09237726 |
| Direkt Bild zu diesem Denkmal hochladen | Dreiseithof mit Wohnstallhaus, Seitengebäude und Scheune                                         | Planitzer Straße 6 (Karte)                  | 1906                                            | Durch erhöhte Lage ortsbildprägend, Wohnhaus gründerzeitlicher Klinkerbau, Wirtschaftsgebäude in Fachwerkbauweise, baugeschichtlich von Bedeutung. - Wohnstallhaus: Backstein mit gelben Gliederungselementen, zweigeschossig, flachbogige Fenster, - Seitengebäude: Erdgeschoss massiv, Obergeschoss preußisches Fachwerk, - Scheune: Erdgeschoss Backstein, Fachwerk-Obergeschoss, Schlitzfenster, Giebel schieferverkleidet. 2005 Seitengebäude und Scheune teilsaniert, Wohngebäude unsaniert. | 09237724 |
| Direkt Bild zu diesem Denkmal hochladen | Scheune und Seitengebäude eines Vierseithofes                                                    | Schusterweg 9 (Karte)                       | 1. Hälfte 19. Jahrhundert                       | Baugeschichtlich und wirtschaftsgeschichtlich von Bedeutung, schönes Beispiel für Fachwerkbau, Teil der alten Ortsstruktur. - Seitengebäude: Erdgeschoss massiv, Fachwerk-Obergeschoss, Giebel schieferverkleidet, Satteldach, - Scheune: Massiv, Fachwerk, Giebel verkleidet, Satteldach. (Ursprünglich erfasst unter Schusterweg 6) | 09237722 |
| Direkt Bild zu diesem Denkmal hochladen | Seitengebäude mit Durchfahrten eines Bauernhofes                                                 | Schusterweg 12 (Karte)                      | 2. Hälfte 19. Jahrhundert                       | Baugeschichtlich und wirtschaftsgeschichtlich von Bedeutung, aufwendige Gliederung des Gebäudes, im Ortsbild seltenes gründerzeitliches Wirtschaftsgebäude in Ziegelbauweise. Backsteingebäude mit umlaufendem Gesims, Lisenen, zwei große Tore, Betonung der Ecken, Satteldach, Schlitzfenster. | 09237723 |
| Weitere Bilder                          | Huthaus der Eisensteinzeche Neugeboren Kindlein Fundgrube                                        | Zechenstraße 13 (Karte)                     | 1839                                            | Mit Dachreiter und Wetterfahne, einziges derartiges Zeugnis des Erzbergbaus im Zwickauer Raum, weitgehend erhaltenes äußeres Erscheinungsbild, Fernwirkung, bergbauhistorisch von Bedeutung. Zweigeschossig, Erdgeschoss Granit, Obergeschoss Ziegelmauerwerk verputzt, Satteldach, Dachreiter (in dem sich früher die Schichtglocke befand) mit Wetterfahne. Die 1836 gegründete „Sächsische Eisen-Compagnie zu Cainsdorf“ setzte 1837 zur Lösung des Wasserproblems im Stenner Revier eine der ersten Dampfmaschinen im sächsischen Erzbergbau ein. Die geförderten Eisenerze gelangten zur Verarbeitung in die Königin-Marien-Hütte Cainsdorf. 1880 wurde die Förderung eingestellt. Gründe waren die Erschöpfung der Erzlager und die Einfuhr von billigem Roheisen aus dem Ausland. | 09237781 |

## Thanhof
| Bild                                    | Bezeichnung                | Lage                         | Datierung      | Beschreibung | ID       |
| --------------------------------------- | -------------------------- | ---------------------------- | -------------- | --- | -------- |
| Direkt Bild zu diesem Denkmal hochladen | Herrenhaus des Rittergutes | Gospersgrüner Weg 15 (Karte) | Anfang 18. Jh. | stattliches barockes Herrenhaus, ortsgeschichtlich bedeutend. Zweigeschossiger Putzbau, auf Porphyrsockel, Fenstergewände mit Ohrungen, Kranzgesims profiliert, flacher dreiachsiger Mittelrisalit, mächtiges Mansardwalmdach, Gewändeportal mit Schlussstein. | 09237737 |